# Einkaufszentrum

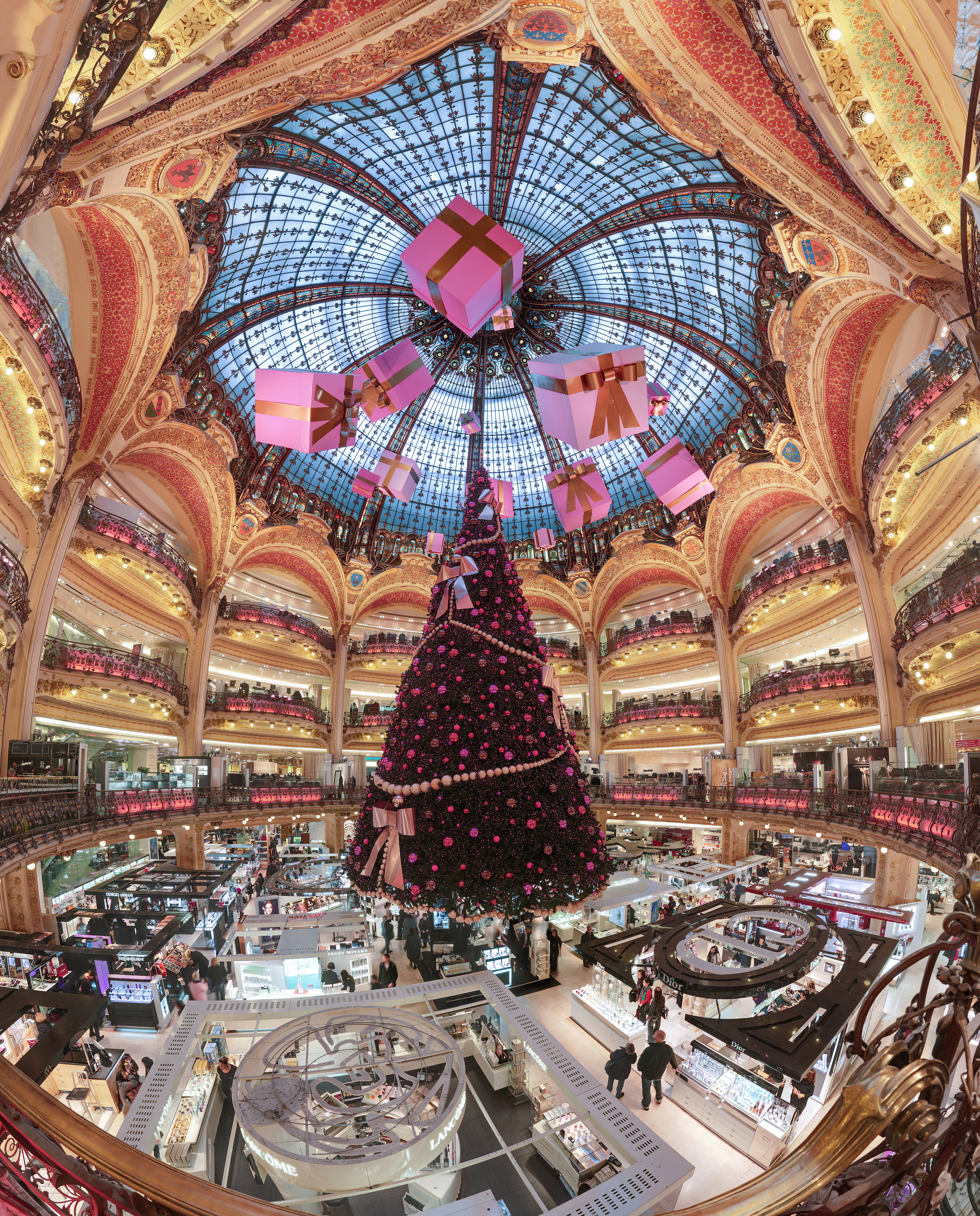
Galeries Lafayette, Paris, 2009

Ein Einkaufszentrum (EKZ), auch Shoppingmall/Shopping-Mall (kurz Mall), Shoppingcenter/Shopping-Center, ist eine räumliche und organisatorische Konzentration von Einzelhandelsgeschäften und Dienstleistungsbetrieben unterschiedlicher Branchen und gegebenenfalls anderen Angeboten wie Fitnesszentren oder Kinos. Bei weniger erlebnisorientierten Einrichtungen im Stadtgebiet, die sich am täglichen Bedarf der Verbraucher (Nahversorgung) orientieren, spricht man auch von einem Nahversorgungszentrum.

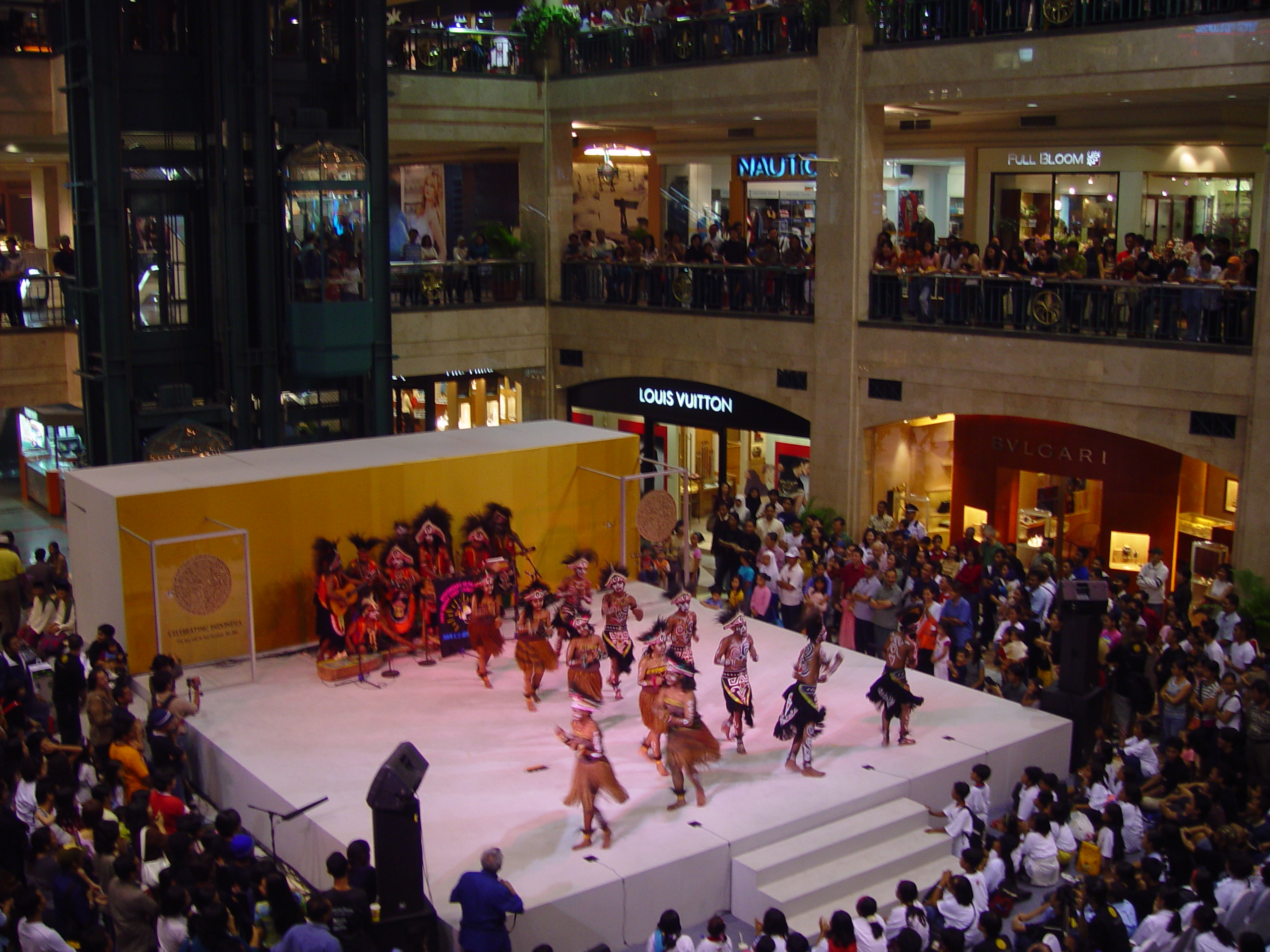
Veranstaltungen in Einkaufszentren werden oft von den Händlern getragen.

## Begriffliche Abgrenzung
In Anlehnung an die US-amerikanische Definition des shopping centers ist ein Einkaufszentrum im engeren Sinne eine „als Einheit geplante, errichtete und verwaltete Agglomeration von Einzelhandels- und Dienstleistungsbetrieben“.
Hiervon zu unterscheiden sind die „gewachsenen“ Agglomerationen, auch als Einkaufspark, Handelspark bezeichnet, ohne einheitliche Konzeption und ohne eigenes Center-Management, im Sinne eines Gewerbegebiets des Handels.
Gegenüber dem Kaufhaus bzw. Warenhaus grenzen sich Einkaufszentren dadurch ab, dass die Betreiber dort nicht auf eigene Rechnung Handel treiben, sondern nur als Vermieter und Center-Management auftreten. Beim Warenhaus verbindet dagegen sein Betreiber in der Regel das Warengeschäft auf eigene Rechnung mit der Verwaltung des Immobilienbesitzes.
Oft wird der englische Ausdruck shopping mall mit shopping center gleichgesetzt. Eine Mall bezeichnet eigentlich nur die Hauptlaufwege mit angrenzender Verkaufsfläche (zur Wortherkunft siehe Pall Mall). Einkaufszentren über 100.000 m² werden auch Megamall genannt.
Laut B. Hahn ist die Mall ein überdachtes und klimatisiertes Einkaufszentrum. Es gehört in den USA zu den Auslaufmodellen, da dort von den Konsumenten offene Bauweisen bevorzugt werden, die preisgünstiger errichtet werden können. Die erste Mall wurde 1956 bei Minneapolis errichtet.
Es gibt viele Begriffsdefinitionen, die österreichische Fachvereinigung für Einkaufszentren „Austrian Council of Shopping Places“ (ACSP) definiert das klassische Einkaufszentrum/Shoppingmall als einheitlich geplantes und geführtes, von einer größeren Zahl selbständiger Einzelhandels-, Dienstleistungs- und Gastronomiebetriebe besetztes Objekt. Dabei wurden folgende Mindestgröße und Mindestbetriebszahlen festgelegt:
- 4.000 m² vermietbare Fläche sowie mindestens 20 Betriebe oder
- 4.000 m² vermietbare Fläche sowie mindestens zehn Betriebe, sofern zumindest zwei Magnetbetriebe aus unterschiedlichen Branchen vorhanden sind.

Damit soll vermieden werden, dass Verbrauchermärkte mit einer kleinen Shop-Leiste, deren Funktion fast ausschließlich die Deckung von Kurzfristbedarf ist, das Bild verzerren. Die in die Dokumentation aufgenommenen Zentren an der Flächen-Untergrenze hingegen erfüllen qualitativ die Funktion eines Einkaufszentrums, also des „Shoppings“ von Auswahlgütern (z. B. Bekleidung, Schuhe, Hausrat, Elektro- und Elektronikwaren etc.). Oftmals sind bei internationalen Definitionen die Untergrenze der vermietbaren Fläche bei 10.000 m² angesetzt.
Das Bundesverwaltungsgericht nimmt ein Einkaufszentrum im Sinne der Baunutzungsverordnung an, wenn „eine räumliche Konzentration von Einzelhandelsbetrieben verschiedener Art und Größe – zumeist in Kombination mit verschiedenartigen Dienstleistungsbetrieben – vorliegt, die entweder einheitlich geplant ist oder sich doch in anderer Weise als ‚gewachsen‘ darstellt“.
Einkaufszentren gelten als Hauptkonkurrenten zu Einkaufsstraßen.

## Geschichte

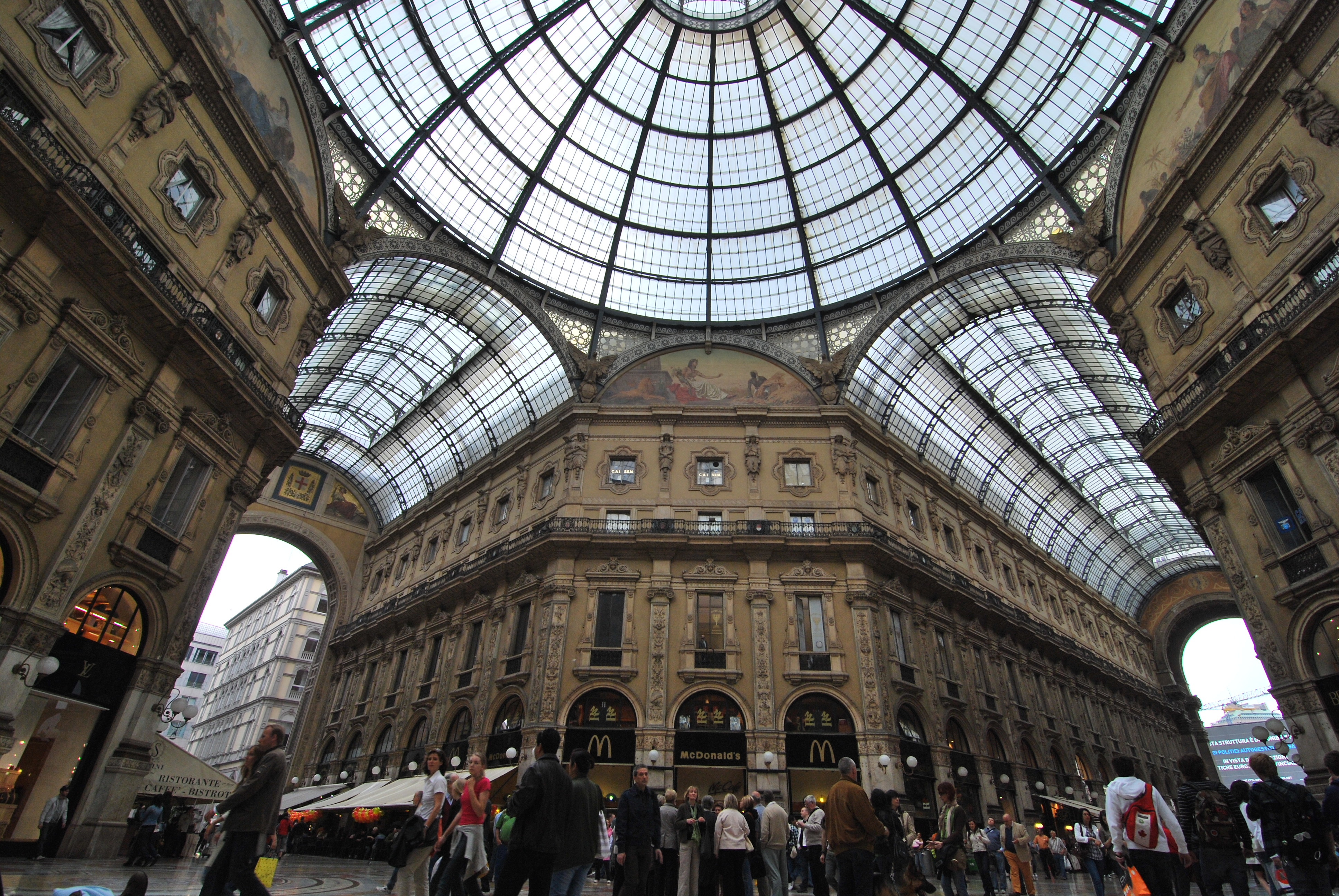
Die Einkaufspassage als eigenständiger Bautyp im 19. Jh.: Galleria Vittorio Emanuele II, gebaut ab 1865 in Mailand

Ein antiker Vorläufer der Einkaufszentren bzw. Markthallen waren die Trajansmärkte im Alten Rom (errichtet 143). Im 19. Jahrhundert entwickelten sich die Passagen zu einem eigenständigen innerstädtischen Bautyp. Einfache Einkaufszentren wurden in den USA bereits seit den 1930er Jahren entwickelt und errichtet. Sie sollten dort ein innerstädtisches, europäisches Ambiente simulieren, da in den USA – anders als in Europa – sich große Geschäfte nicht zentral im Ortsmittelpunkt, sondern verstreut entlang der Ausfallstraßen (Strips) befanden. Erst 1956 entstand mit dem Southdale Center bei Minneapolis das weltweit erste, in einem einzigen Gebäude integrierte, Einkaufszentrum. Geplant wurde es von dem in die USA emigrierten österreichischen Architekten Victor Gruen, der als Vorreiter heutiger moderner und komplexer Einkaufszentren gilt. Das in den USA bis dahin neue Konzept, zahlreiche Händler verschiedener Produkte an einem Ort, in einem Einkaufszentrum, zu finden, verbreitete sich aufgrund großer Beliebtheit sehr rasch. Mit heute rund 43.000 Einkaufszentren, die einen Anteil von 55 % am gesamten Einzelhandelsumsatz besitzen, sind die USA das Land mit den meisten und größten Einkaufszentren der Welt.
Trotz geringerer Suburbanisierungseffekte in Europa hat sich jedoch im Rahmen der Tendenz zur autogerechten Stadt auch hier diese Form des Einzelhandels durchgesetzt. Diese bietet dem Verbraucher neben integrierten PKW-Stellplätzen den Vorteil einer hohen Bandbreite von oft aufeinander abgestimmten Läden (Branchenmix) und ein wetterunabhängiges Einkaufen. Das erste Einkaufszentrum Deutschlands war das 1964 eröffnete Main-Taunus-Zentrum in Sulzbach bei Frankfurt am Main, als erstes vollklimatisiertes, zweigeschossiges Einkaufszentrum Europas folgte 1967 das Donau-Einkaufszentrum in Regensburg. In Wien wurde das erste Ausstellungs- und Einkaufszentrum (AEZ) 1957 im Zentrum der Stadt errichtet, wo mehrere Geschäfte auf der Überdachung des Bahnhofes Wien-Mitte (Landstraße), gebaut wurden. Ab den 1980er Jahren gelangten, oft in Anknüpfung an die Tradition der Passagen des 19. Jahrhunderts, erste Einkaufszentren in die Innenstädte. Zudem wurde eine mehrdimensionale Nutzung ermöglicht, d. h., es wurden Wohnungen oder Arztpraxen integriert.
Am Beispiel Berlin ist zu beobachten, dass die wachsende Zahl neuer Malls, die sich daraus ergebende Konkurrenz sowie der Wettbewerb mit dem Onlinehandel eine große Herausforderung für das Konzept Shoppingcenter darstellen.

## Typisierung und Lage

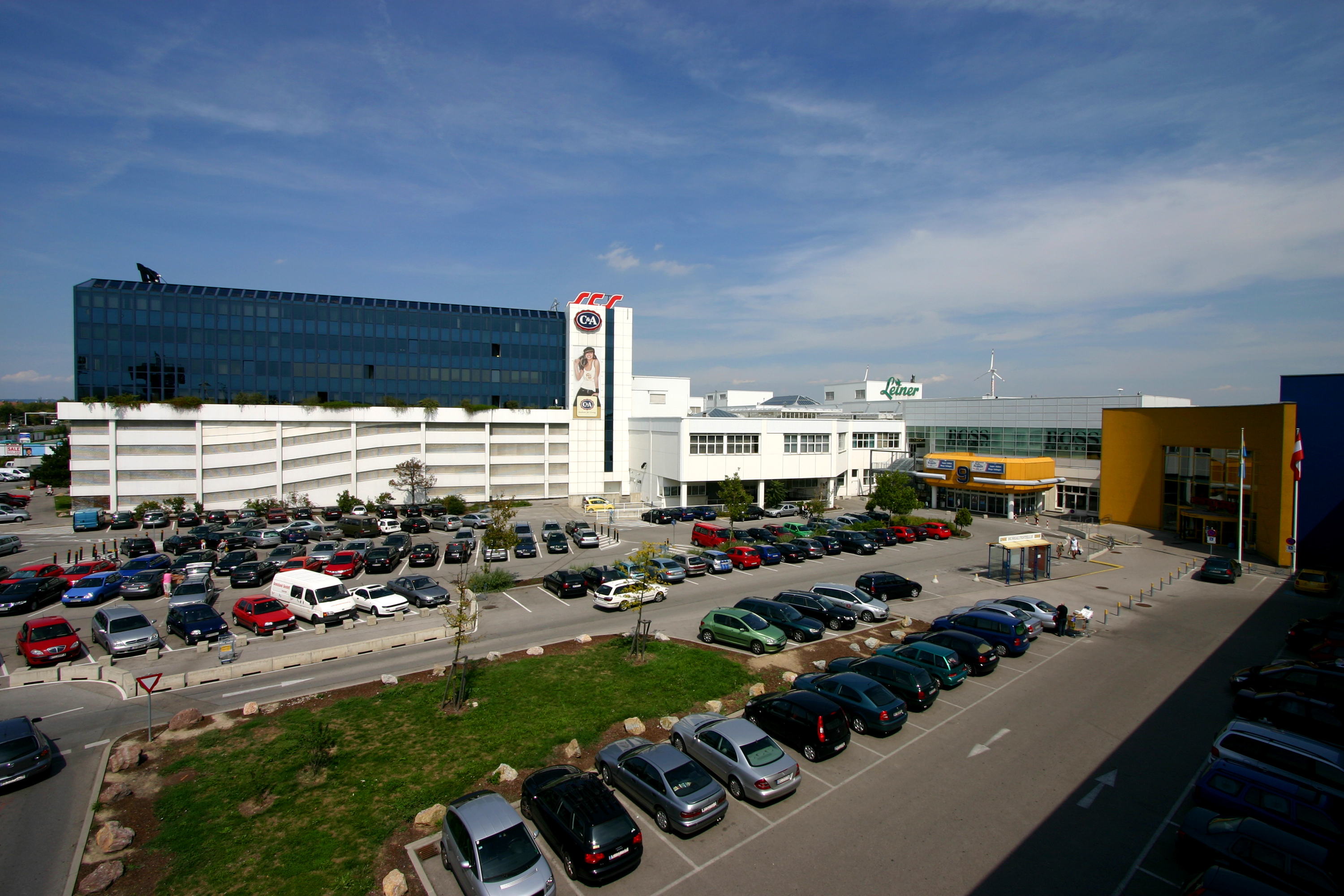
SCS – Shopping City Süd Wien, eines der größten Einkaufszentren Europas (ca. 173.000 m², 1976)

In der Fachliteratur werden verschiedene Typisierungsmerkmale von Einkaufszentren angegeben:

### Haupteinzugsbereich / Größe und Versorgungsgrad der Bevölkerung
- Nachbarschaftszentrum: kleinräumiger Einzugsbereich mit ca. 10.000–15.000 Einwohnern, Güter und Dienstleistungen des täglichen bzw. kurzfristigen Bedarfs, Verkaufsfläche 2.500–5.000 m²
- Gemeinde- bzw. Stadtteilzentrum: Einzugsbereich mit 40.000–150.000 Einwohnern, Güter und Dienstleistungen des kurz- und mittelfristigen Bedarfs, Verkaufsfläche 8.000–12.000 m²
- Regionales Center: Einzugsbereich über eine gesamte Stadt einschließlich Umland, Güter und Dienstleistungen des kurz-, mittel- und langfristigen Bedarfs, Verkaufsfläche 30.000–70.000 m²
- Super-Regionales Center: Verkaufsfläche über 75.000 m², überregionaler Einzugsbereich

### Lage zum Stadt- bzw. Siedlungskern
In Deutschland wird als ein integriertes Center ein Einkaufszentrum bezeichnet, welches in gewachsene Siedlungsstrukturen eingebunden ist. Es liegt im dicht bebauten Stadtgebiet bzw. in einer Geschäftsstraße. Ein nicht-integriertes Center wurde hingegen auf der sprichwörtlichen „grünen Wiese“ an der Peripherie oder im Stadt-Umland am hochrangigen Straßennetz errichtet.

### Bauliche Gestaltung des Centers bzw. der Handelsagglomeration

#### Geschlossenes Center, überdachte Mall
In geschlossenen Centern befinden sich die Geschäftslokale in einem Gebäude. Sie werden durch eine gemeinsame Fläche, die Mall, erschlossen. Das Center ist nach innen gerichtet, die Geschäfte haben ihre Auslagen zur Mall gerichtet. Die ersten dieser Einkaufszentren waren nach außen deutlich abgeschlossen, zumeist gab es keinen Tageslichteinfall. Seit den 1990er Jahren werden geschlossene Malls mit Glasüberdachungen vermehrt nach außen „geöffnet“.

#### Ladenzeile, Fachmarktzentrum
Bei der Ladenzeile sind mehrere Geschäfte in einer gemeinsamen baulichen Einheit vorhanden. Die Erschließung und die Orientierung der Auslagen erfolgt Richtung Parkplatz bzw. Richtung Straße. Besonders verbreitet ist diese Form heute in den Vereinigten Staaten, wo aus einem Guss gefertigte Ladenzeilen als Strip Malls bezeichnet werden. Für Fachmarktzentren, siehe Fachmarktzentrum.

#### Fachmarktzone
Bei Fachmarktzonen handelt es sich um eine Ansammlung von mehreren Fachmärkten auf dicht nebeneinander liegenden Grundstücken. Die Gebäude bilden baulich keine Einheit. Die Grundstücke / Parkplätze der Fachmärkte sind häufig voneinander getrennt. Funktional bilden sie jedoch eine Handelsagglomeration aus.

### Magnetmieter/Mietermix

#### „Klassisches“ Einkaufszentrum
Das „klassische“ Einkaufszentrum verfolgt das Betriebskonzept von einigen wenigen Magnetbetrieben (Ankermieter) und zahlreichen anderen Einzelhandels-, Dienstleistungs- und Gastronomiebetrieben, die von der Attraktivität der Magnetbetriebe indirekt profitieren. Die Magnetbetriebe in Form von Verbraucher- oder Hypermärkten, Warenhäusern und großen Fachmärkten dienen als Frequenzbringer. Sie ziehen die Kunden in das Center. Die anderen Betriebe profitieren von den Kundenfrequenzen. Die Magnetbetriebe werden im Center so angeordnet, dass die Kunden auf dem Weg zu oder zwischen ihnen an den „Frequenznutzern“ vorbeikommen.

#### Factory-Outlet-Center
Bei Factory-Outlet-Centern mieten die Hersteller von Markenartikeln Ladenflächen an, um die eigenen Produkte preisreduziert direkt an die Konsumenten zu verkaufen. Factory Outlet ist daher kein Handel, sondern ein Direktverkauf von Herstellern an Kunden. Die angebotenen Waren sind deutlich billiger als im Einzelhandel. Meist handelt es sich um Waren aus Produktionsüberschüssen, Waren der „letzten Saison“, Auslaufmodelle oder (leicht) fehlerhafte Ware. Die Markennamen dienen als Kundenmagnet, die Bekleidungsbranche ist in der Regel dominierend vertreten.

#### Power-Center
Power-Center ist ein Betriebstypus, der zurzeit noch auf die USA beschränkt ist. In diesem Typus nehmen die Magnetmieter den überwiegenden Anteil (60 % bis 90 %) ein. In der Regel sind es discountorientierte Fachmärkte, die auf großer Fläche ein breites Sortiment zu geringen Preisen anbieten. Auf Grund ihrer Marktposition werden diese Betriebe auch als „category killers“ bezeichnet. In den USA sind derartige Center mit peripheren Standorten am hochrangigen Straßennetz bereits zu bedrohlichen Konkurrenten für regionale Shoppingcenter geworden.

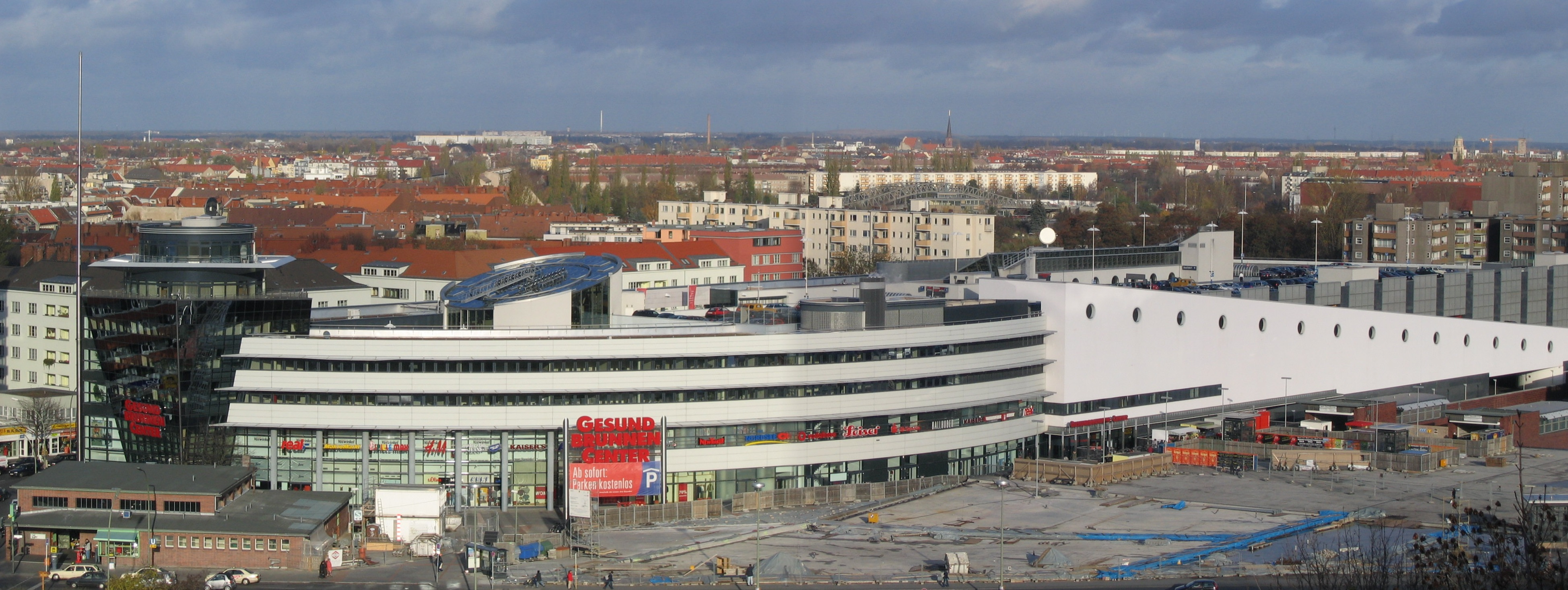
Gesundbrunnen-Center in Berlin-Gesundbrunnen

#### Themen-Center
Themen-Center umfassen Einzelhandels- und Dienstleistungsbetriebe, die entweder einer speziellen Warengruppe (z. B. Designermöbel) angehören oder die Güter und Dienstleistungen mit Bezug zu einem spezifischen Thema anbieten. Die Magnetwirkung geht von der Spezialisierung auf ein Thema aus.

#### Urban Entertainment Center
Urban Entertainment Center sind auf Unterhaltung, Freizeit und Erlebnis in Kombination mit Handelsangeboten ausgerichtet. Der Begriff „Urban“ ist insofern irreführend, als diese Center sowohl in Innenstadtlagen als auch an peripheren Standorten zu finden sind. „Urban“ bezieht sich eher auf den konzeptionellen Entwurf einer urbanen Atmosphäre. Typische Komponenten eines UEC sind Multiplexkino, Musical-Theater, Diskothek oder Theater in Kombination mit Fast Food und Erlebnis- und Themengastronomie und thematisiertem Handel. Zusätzliche Angebote können Bowling, Fitness, Spielhalle, Casino oder auch Galerien und Museen sein. Paradebeispiel dafür ist die Mall of America. Doch nicht alle Projekte für ein Urban Entertainment Centers wurden wie geplant realisiert, manche haben nur eine kurze Lebensdauer wie der Space Park Bremen.

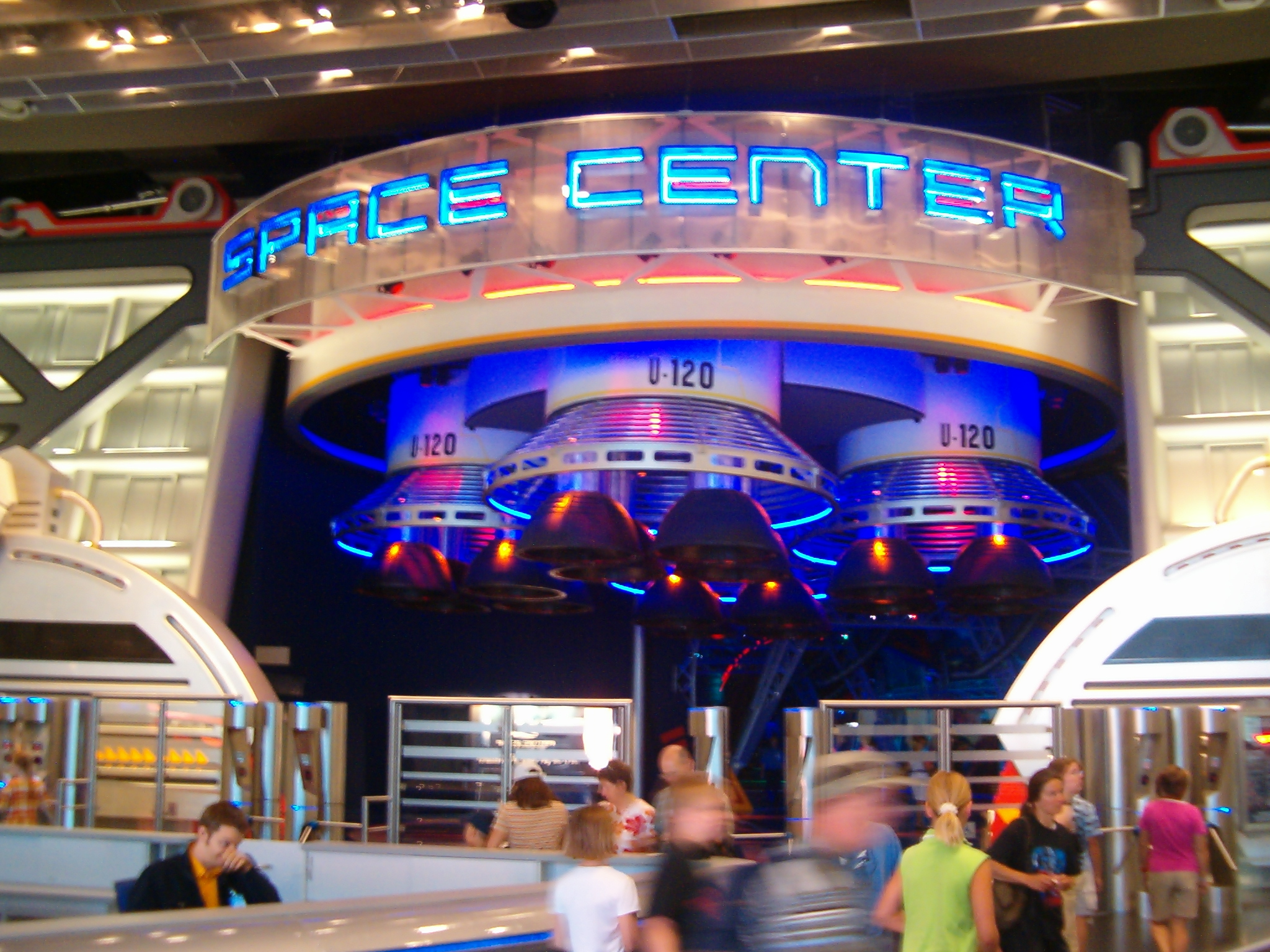
Eingangsbereich zum Space Center innerhalb des Space Parks Bremen im Jahr 2004

## Zusammensetzung
Wesentlich für die Akzeptanz beim Kunden ist die Abstimmung der Geschäfte aufeinander, auch Branchenmix genannt. Dabei werden in Centern üblicher Größe (rund 20.000–40.000 m²) meist sogenannte Magnete oder auch Ankermieter eingesetzt, die alleine schon zahlreiche Kunden anziehen, so dass das Center gut besucht ist. Diese Magnete werden gezielt meist an den gegenüberliegenden Enden oder in der Mitte des Einkaufszentrums platziert, um so die Kundschaft in das Einkaufszentrum „hineinzusaugen“. Es hat sich inzwischen etabliert, dass diese Magnete großflächige Lebensmittelgeschäfte, Modegeschäfte und Fachmärkte für Unterhaltungselektronik sind. Dazwischen gruppieren sich kleinere Geschäfte, die anteilig deutlich höhere Mieten auf den Quadratmeter zahlen als die Ankermieter selbst. Dabei werden alle vom Konsumenten nachgefragten Branchen abgedeckt. Dieser Branchenmix ist über Jahrzehnte so weit optimiert und standardisiert worden, dass er sich in verschiedenen Centern kaum voneinander unterscheidet und das Angebot der Center oftmals austauschbar ist. Der Mix wird meist lediglich im Preisniveau an die Kaufkraft der Zielkundschaft angepasst. Wichtig ist auch die Lage der Geschäfte und gastronomischen Einrichtungen zueinander im Center, die vom Centermanagement gezielt gesteuert wird.
Die Bedeutung der Magnete für den Erfolg eines Einkaufszentrums ist so grundlegend, dass in der Regel die Unterschrift der entsprechenden Mieter die Voraussetzung dafür ist, dass ein Bauantrag gestellt wird. Gelingt es nicht, entsprechende Mieter zu finden, drohen Investoren abzuspringen, und für das Projekt bedeutet das dann meist das Aus. Aber auch seit Jahren etablierten Centern droht bei Wegfall eines Ankermieters (z. B. durch Konkurs der Handelskette, Fusion mit einer anderen Handelskette, die in der Nähe ein anderes Haus betreibt oder sonstige unternehmerische Entscheidungen) der oftmals schleichende Niedergang, der es dann wiederum erschwert, für die freigewordenen Flächen (insbesondere des Ankers) neue Mieter zu finden.

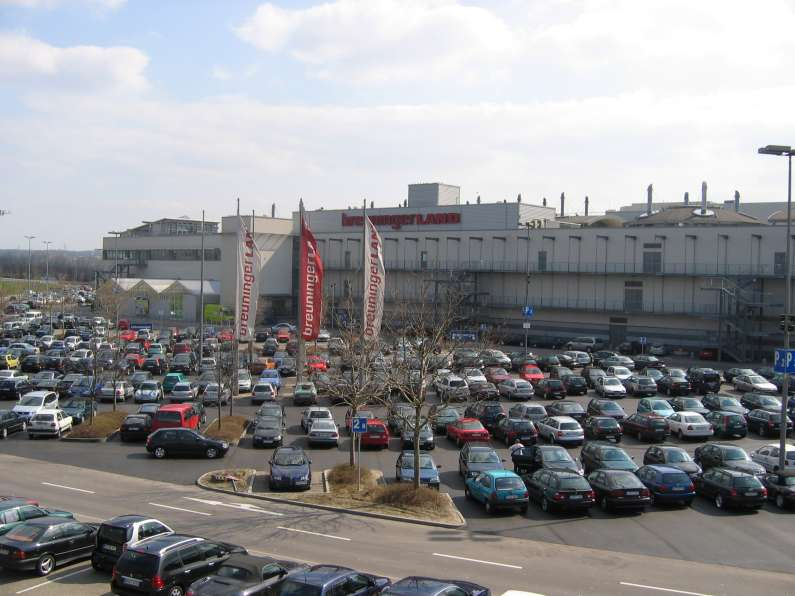
Einkaufszentrum Breuningerland in Ludwigsburg in unmittelbarer Nähe der A 81

Die Miete kann aus einer Umsatzbeteiligung in Verbindung mit einer Mindestmiete bestehen. Die Geschäfte können eine gemeinsame Infrastruktur benutzen. Auch die Werbung wird oft gemeinsam, z. B. in Form einer Werbegemeinschaft durchgeführt. Dafür müssen sich die Geschäfte an die Regeln der Betreiber, z. B. bezüglich der Öffnungszeiten oder gemeinsamer Rabattaktionen, halten.
Ein großer Vorteil aus Sicht der Kunden sind meist die einfache Erreichbarkeit und die großzügig dimensionierten Parkflächen. Es wird von Seiten der Betreiber deswegen auch besonders darauf geachtet, dass die Center über übersichtliche und einfach zu benutzende Tiefgaragen verfügen. Es gibt Untersuchungen, die belegen, dass der größte Teil der Kunden viele Einkaufszentren nicht von der Straße, sondern über die Tiefgarage betreten. Der Typus des Einkaufszentrums ist in den letzten Jahrzehnten so weit optimiert worden, dass spezialisierte Entwickler den Grundriss und die Gestaltung des Gebäudes weitgehend vorgeben, während externe Architekten – falls überhaupt – nur noch für die Gestaltung der Fassaden und die von den Kommunen geforderte städtebauliche Einbindung herangezogen werden.
Laut einer Studie der HafenCity Universität Hamburg erhöht sich die Rentabilität des Einkaufszentrums mit der Anzahl der Läden. Werde bei identischer Mietfläche die Zahl der Geschäfte von 40 auf 80 verdoppelt, verdreifache sich der Trading-Profit von 7,7 % auf 23 % für Centerentwickler.

## Größe

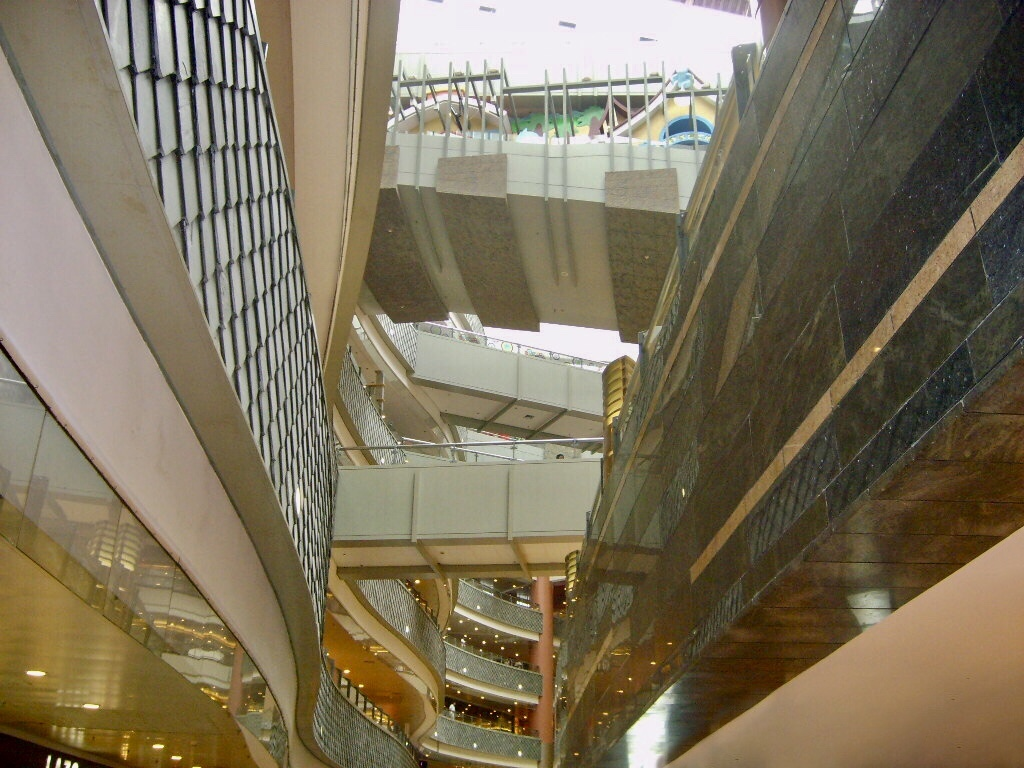
Größtes Einkaufszentrum Ostasiens (Super Brand Mall, Shanghai, China)

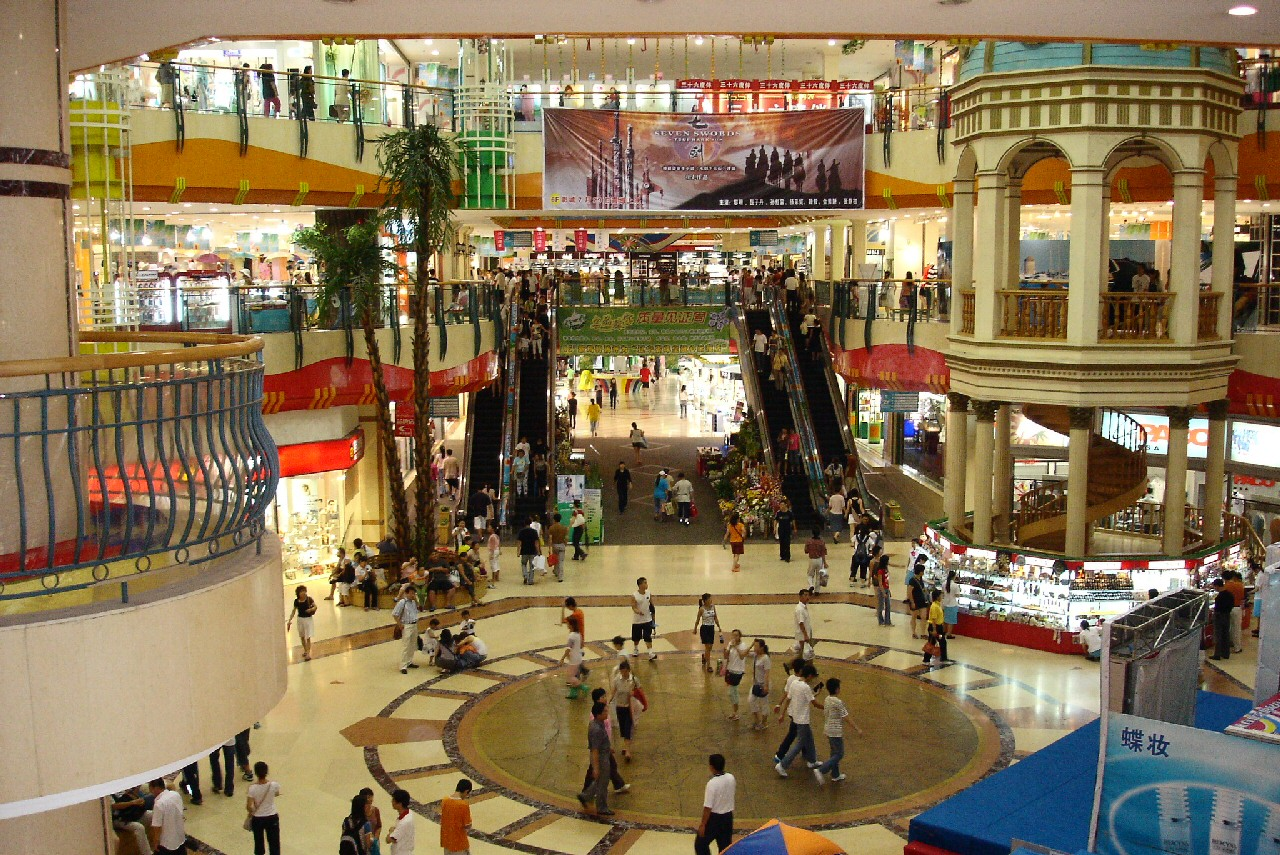
Einkaufszentrum in Dalian (China)

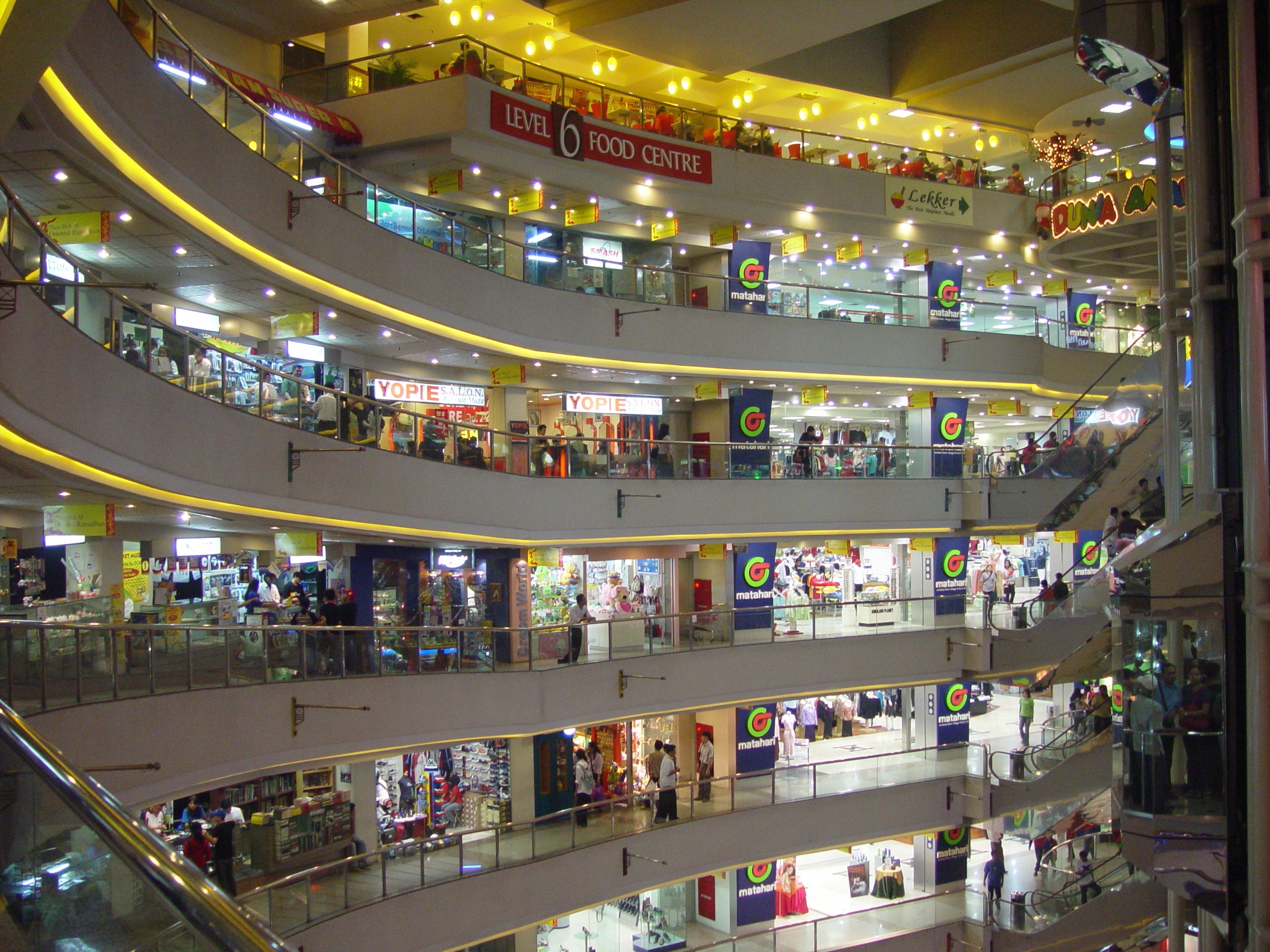
Ein Einkaufszentrum in Jakarta (Indonesien)

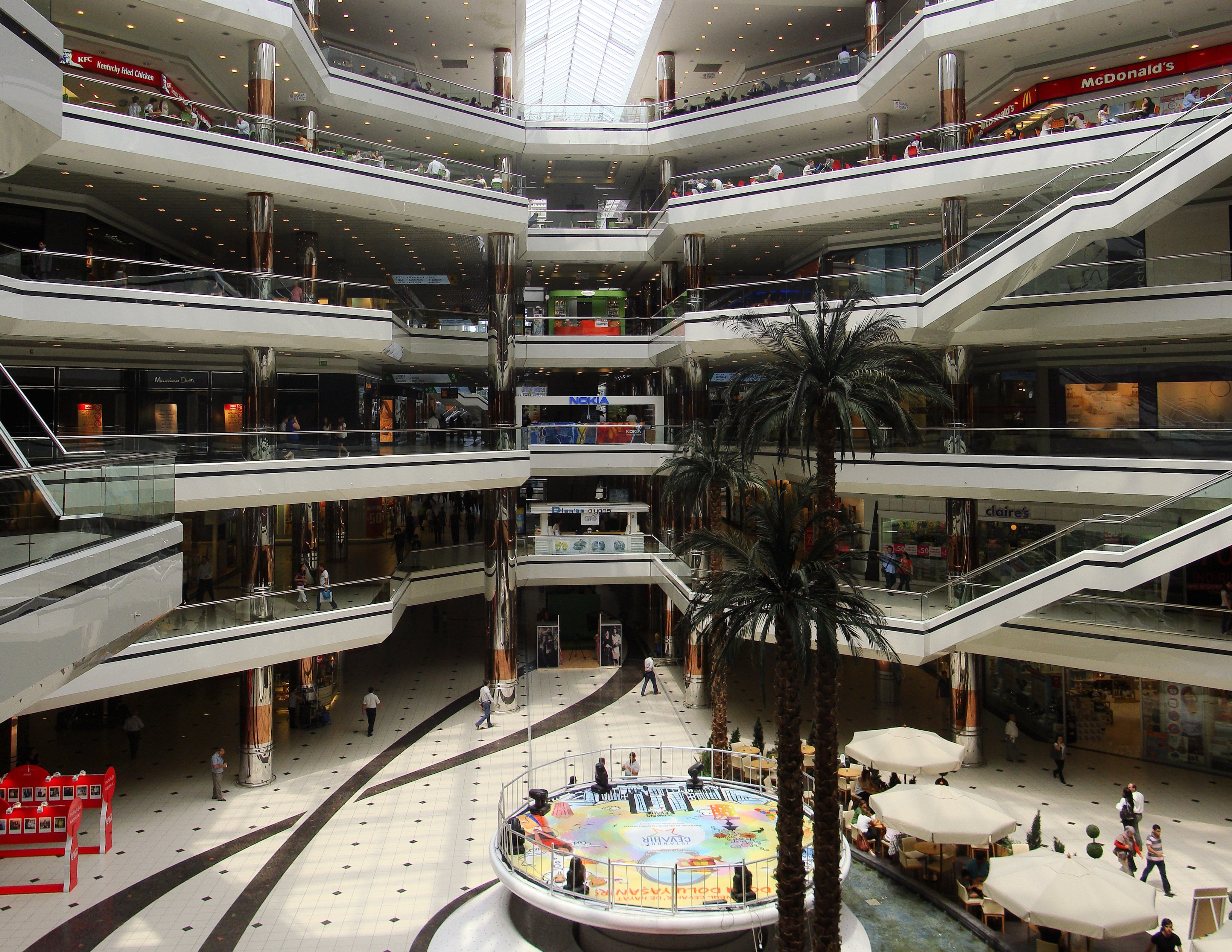
Cevahir Mall in Istanbul (Türkei)

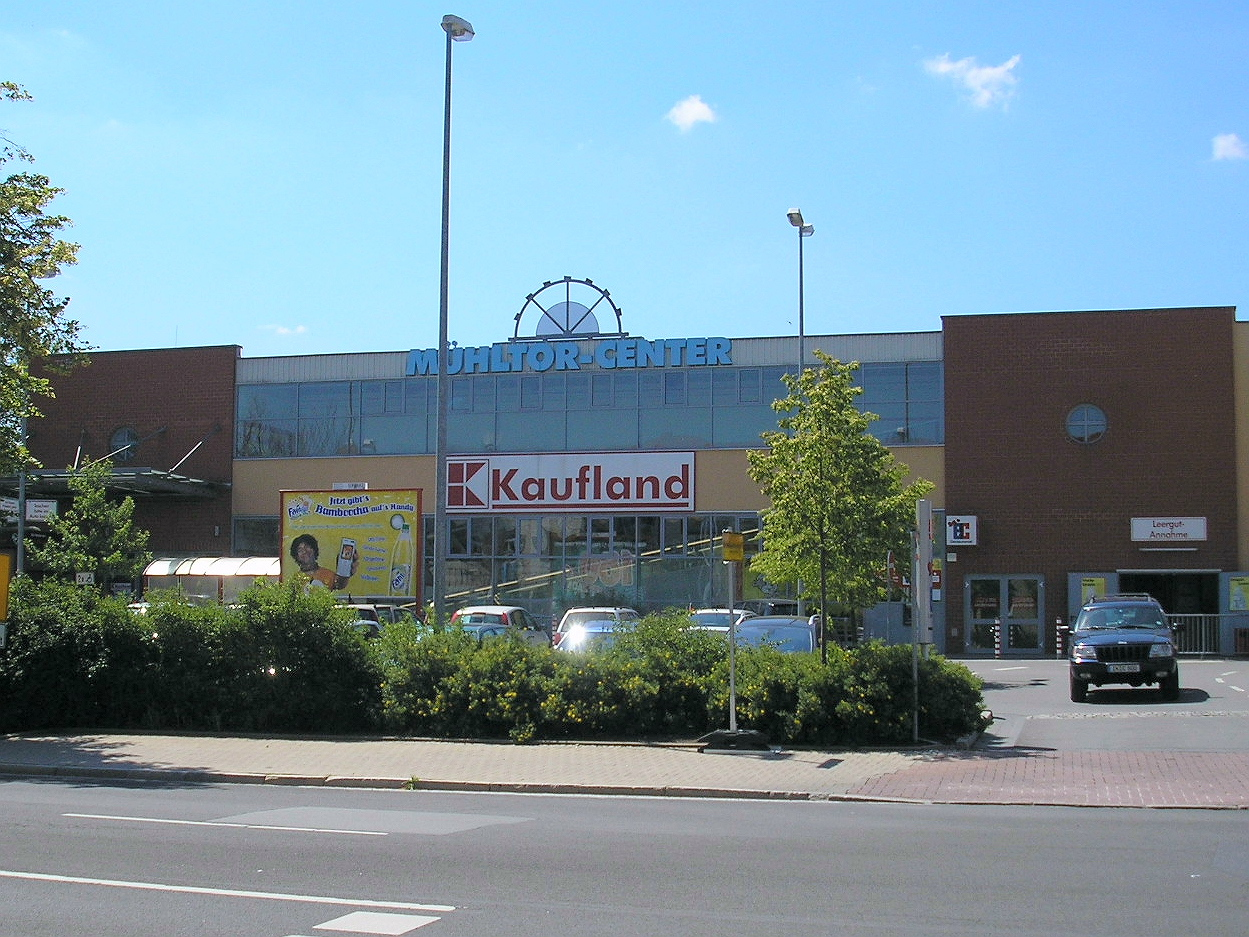
Das „Mühltor-Center“ ist ein kleineres Einkaufszentrum in Ilmenau

Die Größe der Einkaufszentren richtet sich nach den Einzugsbereichen und kann einige Geschäfte bis zu Hunderten umfassen. Bei größeren Zentren ist oft noch ein Unterhaltungsangebot integriert, wie Kinos oder Gastronomiebetriebe. Als Regelwert gilt als Einkaufszentrum eine Anlage mit vermieteten Verkaufsflächen ab 10.000 m². Für die Größenentscheidung wichtig ist, im jeweiligen Marktumfeld eine kritische Masse zu überschreiten, um als Anlaufpunkt attraktiv zu werden. Die örtliche Größe sollte eine Vorrangstellung im Markt garantieren, um den Konsumentenstrom in genügender Dichte ins Center zu lenken. Die örtlich hierfür erforderliche Größe kann je nach Umfeld variieren. Oberhalb einer Verkaufsfläche von ca. 800 m² ist eine schnelle Schaffung von Baurecht in Deutschland nur bei Ausweisung von Kerngebieten (MK) oder Sondergebieten (SO) im Bebauungsplan möglich. Andererseits kann die Größe der einzelnen Geschäfte baurechtlich begrenzt werden.

## Probleme
Kritik kommt von der gewachsenen Geschäftswelt in den Innenstädten bzw. von den Nachbarstädten, da die Einkaufszentren Kaufkraft, Beschäftigung und Gewerbesteuereinnahmen aus umliegenden Städten abziehen. Beispielsweise versuchten mehrere Städte (u. a. Essen) mit juristischen Mitteln eine von der Stadt Oberhausen erteilte Baugenehmigung für eine Erweiterung des in Oberhausen befindlichen Einkaufszentrums CentrO zu verhindern. Die Klage wurde letztinstanzlich vom Bundesverwaltungsgericht abgewiesen.
Der Grundkonflikt zwischen Einkaufszentren und gewachsenen Innenstädten besteht in der großmaßstäblichen Planbarkeit aller Vorgänge, Strukturen, Atmosphären innerhalb der Einkaufszentren, wohingegen die Innenstädte als freies Konglomerat unverbundener Immobilienbesitzer und Einzelhändler ungeplant dem Strukturwandel unterworfen sind. Innerhalb der Center kann durch Mietanreiz, psychologisch geschickte Lage bestimmter Flächen, Angebote und Marken alles komplett gesteuert werden. Dagegen gibt es für den öffentlichen Bereich der Fußgängerzonen keine Regelungsmechanismen außer das gegenseitige Marktverhalten ohne Koordination und Integration. Damit sind die Innenstädte, die schon keinen Schutz gegen Wetter und unerwünschte Personen bieten können, der perfekt organisierten Konkurrenz der Konsumwelten in den privatisierten Zentren ausgeliefert. Dieser Prozess selbst ist zugleich zweischneidig, da gerade neue Einkaufszentren in den Innenstädten Ersatz für alternde Kaufhäuser darstellen und neue Kunden in die Innenstädte locken. Zahlreiche Kommunen sehen gerade in neuen Einkaufszentren gelegentlich die Rettung für ihre strukturschwachen Stadtzentren.
In den neuen Bundesländern Deutschlands gab es vor der Wiedervereinigung faktisch keine Einkaufszentren. Diese entstanden nach 1990 in großer Anzahl auf der grünen Wiese, was zu einem erheblichen Kaufkraftabfluss aus den Innenstädten führte. Hintergrund für diesen Bauboom vor den Toren der Städte war eine rasche Verfügbarkeit von Bauland, Grundstücke in den Innenstädten waren oft durch langwierige Restitutionsverfahren und andere Eigentumsschwierigkeiten blockiert. Während in den alten Bundesländern ein abgestimmtes System von Regional- und Flächennutzungsplänen festlegte, wo neue Einzelhandelsagglomerationen ausgewiesen werden dürfen, mussten diese in den neuen Bundesländern erst aufgestellt werden. Bis dahin haben viele Kommunen entsprechende Ausweisungen unabgestimmt vorgenommen, auch wenn dieses für die Raumordnung kontraproduktiv war.
Wenn Einkaufszentren gute Umsätze hervorbringen, können diese in benachbarten Lagen aber sinken. Häufig führt dies dort zu einem drastischen Verfall der Mieten. Mit dem Vordringen großer Handelsflächen von der grünen Wiese in die historischen Zentren der Mittelstädte sind auch Fragen der Denkmalpflege berührt. Mitunter sorgt die Freiräumung der für eine Center-Ansiedlung benötigten Flächen für Abrisse einzelner Denkmale, fast immer werfen Center Probleme für den Erhalt historischer Orts- und Stadtstrukturen auf. In einigen Fällen werden Teile von Denkmalen erhalten und einem Center vorgeblendet, so etwa bei der 2010 eröffneten Europa-Galerie in Saarbrücken die Hülle der ehemaligen königlichen Bergwerksdirektion.
Neben der Bequemlichkeit der unter einem Dach angebotenen diversen Geschäfte zieht auch das bessere Parkplatzangebot viele Käufer in die Einkaufszentren. Bei manch größerem Einkaufszentrum ist die Einfahrt zur Tiefgarage der eigentliche „Haupteingang“ des Centers, da bis zu 70 % der Kundschaft mit dem eigenen PKW kommen und so die unmittelbare Umgebung des Einkaufszentrums nicht einmal mehr betreten. Letztendlich kann dies zur Verödung bisheriger Stadtzentren führen, wenn Stadt und Einzelhandel nicht gemeinsame Wege finden, um die Attraktivität der Innenstädte zu erhöhen (z. B. durch Verkehrs- und Parkraumkonzepte, attraktive Gestaltung von Straßen und Fußgängerzonen, gemeinsame Werbung etc.).
Neuere Konzepte gegen die Desintegration der Innenstädte sind sogenannte Business-Improvement-Districts, wie sie zuerst in Amerika aufkamen zur Rettung überkommener „Main-Street-Strukturen“ gegenüber den Großcentern. Hier werden auf gesetzlich unterfütterter Grundlage rechtliche und wirtschaftliche Gemeinschaften mit verbindlichen Regularien gebildet, die eine teilweise Planbarkeit von Maßnahmen im öffentlichen Raum bis hin zum Mietmanagement bzw. Leerstandsvermeidung ermöglichen.
Die umliegenden Kommunen leiden zudem oftmals unter der Verkehrslast und dem Flächenverbrauch durch Stellplätze, wenn ein Center ohne Rücksicht auf die Kapazität vorhandener Verkehrswege errichtet wurde. Die Einnahmen bleiben meist nur in einer der Gemeinden. Der Wettbewerbsdruck ist auch in den Centern sehr hoch, so dass in den Einkaufszentren nicht selten Geschäfte in die Insolvenz gehen. Ähnlich wie in den Innenstädten begünstigt dieser Wettbewerbsdruck die Filialisierung des Einzelhandels.
Um den geschilderten negativen Entwicklungen entgegenzuwirken, gibt es Bestrebungen, Einkaufszentren auf der grünen Wiese durch entsprechend aufeinander abgestimmte Planungen (Raumordnung, Regionalpläne, Flächennutzungspläne und Bebauungspläne) zu verhindern oder zumindest in Größe und/oder Sortiment zu beschränken. Hierzu haben die Gesetzgeber oft spezielle Regelungen (großflächiger Einzelhandel) erlassen (in Deutschland beispielsweise § 11 BauNVO; Einzelhandelserlass NRW oder in Österreich die Bebauungspläne der einzelnen Bundesländer). Auch die Rechtsprechung der Verwaltungsgerichte hat sich in den letzten 20 Jahren intensiv mit der Problematik auseinandergesetzt.

## Sonderformen
Als Megamall (engl. für Mega-Einkaufszentrum) bezeichnet man ein sehr großes Einkaufszentrum. Meist haben Megamalls mehr als 100.000 m² Verkaufsfläche bzw. mehr als 150 Geschäfte.
Eine weitere Sonderform von Einkaufszentren sind die Factory-Outlet-Center. In diesen Zentren haben vor allem die Hersteller der Modebranche Geschäfte, die verbilligt Lagerware der letzten Saison verkaufen.
Praktisch als Vorläufer der Einkaufszentren sind feste Markthallen mit festen, ladenähnlichen Marktständen anzusehen, wie sie in manchen Großstädten noch anzutreffen sind und vielerorts mittlerweile geschlossen und in Veranstaltungshallen umgewandelt wurden. Allerdings findet das Markthallen-Konzept bei Neugründungen von zumeist kleineren Einkaufszentren in letzter Zeit häufiger Verwendung. Viele osteuropäische Warenhäuser liegen in ihrem Erscheinungsbild irgendwo zwischen Markthalle und Einkaufszentrum. Das bekannte Warenhaus GUM in Moskau ist genau genommen eines der ältesten Einkaufszentren und entspricht mit seiner überdachten, mehrgeschossigen Passage recht genau dem typischen Bild eines modernen Einkaufszentrums.

## Verkehr

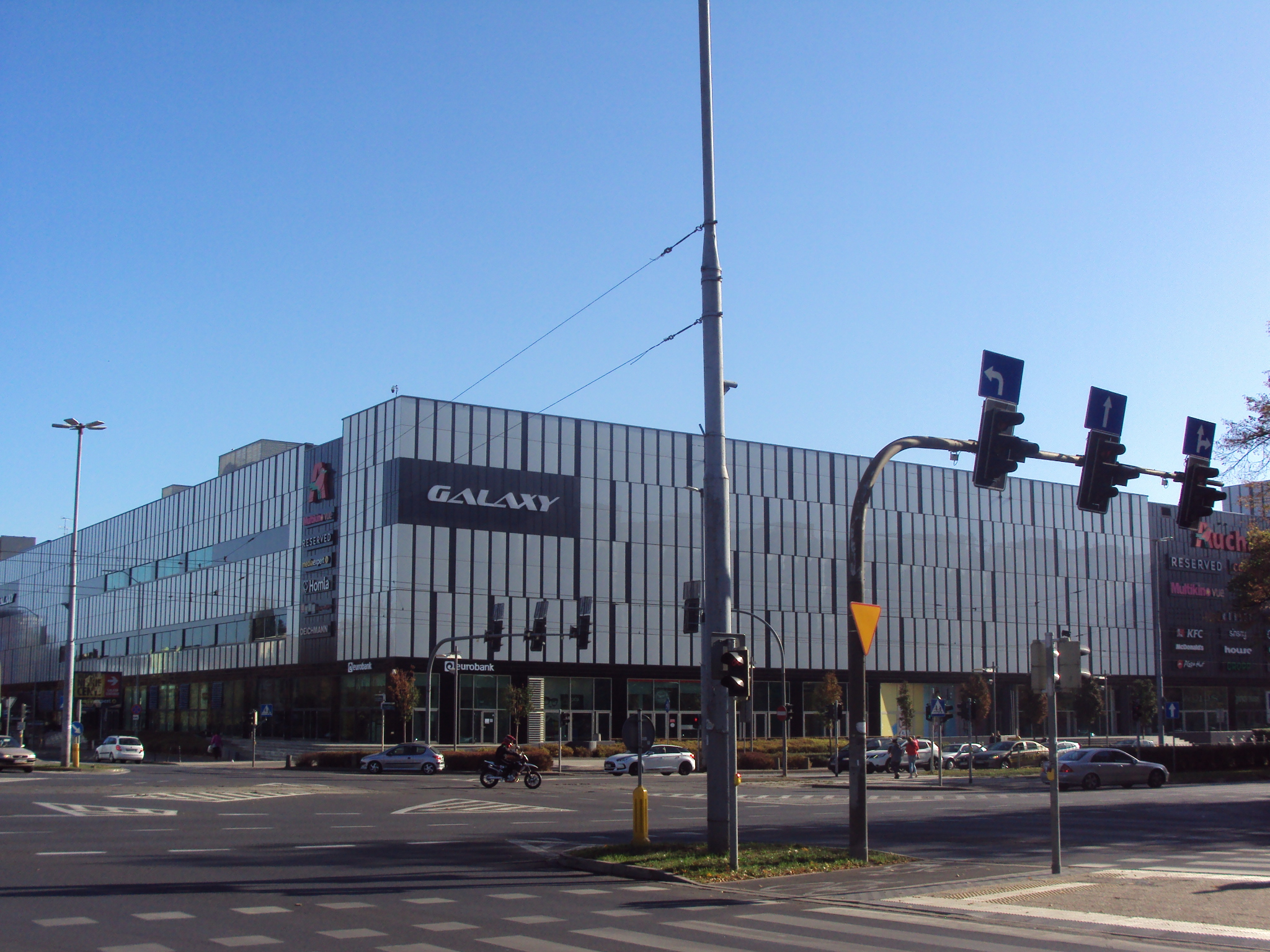
Wyzwolenia Straße bei Einkaufs- und Unterhaltungszentrum Galaxy im Zentrum von Stettin

Mittlerweile haben sich viele europäische Einkaufszentren in neue Ortszentren für den suburbanen Raum der Städte gewandelt. Bedingt durch die Eigenheiten dieser Randbereiche (Flächenverbrauch, vorwiegend motorisierter Individualverkehr (MIV)) heizen diese neuen Zentren den Verkehrsfluss in den Vorstädten an. Tangentialverkehre um die Stadt gewinnen so gegenüber Verkehrsflüssen ins Zentrum an Bedeutung. Dieser Trend setzte bereits um 1970 ein – wurde jedoch erst durch das stetige Aneinanderreihen von Einkaufszentren und Fachmarktzentren in diesen Gebieten spürbar. Die Folge davon ist die Notwendigkeit zu essentiellen Umbauten in den Verkehrssystemen der Städte.
Lange führte dabei der öffentliche Nahverkehr (ÖPNV) ein Dornröschendasein, während die Individualverkehrsströme sich signifikant verlagerten. Diese Situation wird noch durch die MIV-Orientierung der Einkaufszentren verstärkt. Stadtgemeinden beginnen nun in Zusammenarbeit mit ihrem Umland entsprechende Anpassungen durchzuführen, da der Prozess bereits eine solche Eigendynamik erreicht hat, dass mit einer Wiederaufwertung der alten Stadtkerne als Einkaufszentrum schon keine Trendumkehr mehr erreicht werden kann.
Um notwendige Verkehrsverlagerungen zu erzielen und die Dimension der Verkehrsflüsse zu reduzieren, versucht man den Modal-Split zugunsten des ÖPNV zu verschieben. Von der Einhebung von Verkehrserregerabgaben erwarten sich manche Planer und Politiker zusätzlich eine erneute Attraktivierung der Innenstädte. Von den Einkaufszentrenbetreibern werden solche Maßnahmen als dem Gleichheitsgrundsatz widersprechend angesehen. Ein Beispiel für ein solches Einkaufszentrum ist die 2007 eröffnete Sihl City in Zürich, die sowohl über eine eigene Bushaltestelle im Untergeschoss als auch eine S-Bahn-Haltestelle verfügt und nur ein kleines Parkhaus besitzt.
In den vergangenen Jahren scheiterten solche Ansinnen oftmals am Widerstand der Kaufleute in den Stadtzentren, die wohl zu Recht befürchteten, dass durch die bessere ÖPNV-Anbindung die Einkaufszentren noch attraktiver werden könnten. Um der Abwertung der Stadtkerne entgegenzuwirken, versuchte man, die Innenstädte für den MIV attraktiver zu gestalten (Tiefgaragen) und reduzierte so (Verkehrsstaus) auch die Attraktivität des ÖPNV und damit deren wichtigste Verkehrsanbindung. Es begann ein Teufelskreis, der bis heute nicht abgeschlossen ist.

## Daten

### Europa

#### Deutschland
Eine besondere Entwicklung weist in Deutschland der Osten auf. Hier befindet sich ein erheblich größerer Teil der Einzelhandelsfläche im Umland der Städte und Gemeinden. Die hier entwickelten Projekte gehören zu den neuesten und größten in Deutschland, da sie nach der politischen Wende direkt auf der „Grünen Wiese“ besonders großzügig errichtet wurden. Zu dieser Zeit standen den Anlagen keine vergleichbaren Innenstadtlagen gegenüber. Im dichter besiedelten Mitteldeutschland findet sich im Großraum Dresden, im Verbundraum Halle/Leipzig und in den Regionen Chemnitz und Erfurt eine sehr hohe Dichte von Einkaufszentren. Einzig in Dresden scheint man jetzt zu versuchen, mit einigen großen Zentren (z. B. Altmarktgalerie, Centrumgalerie) im Innenstadtbereich den Trend von der „grünen Wiese“ aufzuhalten. Allerdings besitzt Dresden bereits jetzt eine überproportional hohe Verkaufsfläche des Groß- und Einzelhandels im Vergleich zu den anderen deutschen Großstädten.
Im Shopping-Center-Report des EHI und des German Council of Shopping Centers stellt sich im Sommer 2006 die Situation als solche dar, dass die Betreiber von Einkaufszentren Deutschlands Innenstädte als bevorzugte Standorte wiederentdeckt haben. Nachdem jahrelang die grüne Wiese forciert wurde, werden nun deutlich mehr Center in den Innenstädten eröffnet.
Für den Zeitraum 1964 bis 2000 betrug der Anteil der Standortlage Innenstadt 45,7 %; bei den Neueröffnungen der Jahre 2004/2005 beträgt dieser Wert inzwischen 65,0 %, während der Anteil innerstädtischer Lagen noch vor zehn Jahren bei 24,4 % lag.
Dieser Trend gilt gleichermaßen für Großstädte, Mittelstädte und Speckgürtellagen. Gerade Letztere erkennen mehr und mehr, dass City-Center häufig ein geeignetes Mittel sind, abfließende Kaufkraft zu binden. Darüber hinaus können moderne Center Impulse auch in etablierte Einzelhandelsszenen bringen.
Gleichzeitig nimmt die durchschnittliche Größe der Neueröffnungen von Einkaufszentren ab. Im Durchschnitt beträgt die vermietbare Fläche heute 23.368 m² pro Objekt, sie ist seit dem Jahre 2000 um 4,3 % gesunken.
Die Zahl der Einkaufszentren (wobei nach gängiger EHI-Definition eine Größe ab 10.000 m² berücksichtigt wird) in Deutschland stieg zwischen 1990 und 2006 von 93 auf 372, die Gesamtfläche stieg von 2,8 Mio. m² auf 11,7 Mio. m².
Nach einer Studie des Instituts für Gewerbezentren, Starnberg, gab es in Deutschland im Januar 2011 bereits 644 Einkaufszentren ab einer Geschäftsfläche von 8.000 m². Die durchschnittliche Größe der Center lag in Deutschland bei 24.913 m². Nach einem Center-Boom in den neuen Bundesländern in den ersten Jahren nach der Wiedervereinigung, zeigt sich seit Mitte der 90er Jahre eine Marktberuhigung. In den alten Bundesländern zeigt sich diesem gegenüber in den letzten Jahren eine deutliche Belebung des Marktes. Differenziert nach Bundesländern hält Nordrhein-Westfalen mit 110 Centern und einer Geschäftsfläche von rund 2,75 Mio. m² den Spitzenplatz. Das Bundesland Bayern steht mit rund 1,82 Mio. m² und 80 Centern an zweiter Stelle. An dritter Stelle folgt Sachsen mit 1,53 Mio. m².
425 der 644 deutschen Shoppingcenter zählen zu den sogenannten Regionalen Centern (ab einer Geschäftsfläche von 15.000 m²). Bis zum Ende des Jahres 2012 wird sich die Zahl, nach den Prognosen des Instituts für Gewerbezentren, auf 455 Center erhöhen. In den letzten Jahren hat sich die Vielfalt der Center-Typen in Deutschland erhöht. Hinzugekommen sind beispielsweise Factory-Outlet-Center, Themencenter und Center in Bahnhöfen und Flughäfen (Airport-Retailing).
Eine Mehrheit (76,7 %) der Mieter in Einkaufszentren geht davon aus, dass die Bedeutung von Centern für den Erfolg ihres Unternehmens steigen oder zumindest gleich bleiben wird. Ob es bereits zu viele Shoppingcenter in Deutschland gibt, beantworten 37,7 % mit Ja. ecostra, CB Richard Ellis (CBRE) und die Immobilien Zeitung haben für den Shoppingcenter Performance Report 2011 die Mieter in 200 deutschen Einkaufszentren mit mehr als 10.000 m² Geschäftsfläche um ihre Meinung gebeten. Gefragt wurde, wie zufriedenstellend die Umsatzleistung eines Ladens im Vergleich zu anderen Shoppingcentern ist, in denen der Mieter ebenfalls einen Laden unterhält. Als bestes Center wurde der Citti-Park in Kiel bewertet. Auf dem letzten Platz landete das 2008 eröffnete Einkaufscenter Mira in München.

#### Schweiz
Auch in der Schweiz weisen Shopping-Center aufgrund des stetig wachsenden Online-Handels insgesamt sinkende Umsätze auf. 2018 gab es im Land 191 Shopping-Center. Die Verkaufsflächen waren in diesem Jahr erstmals rückläufig. Das erste Einkaufszentrum der Schweiz war das Shoppi Tivoli in Spreitenbach im Jahr 1970.
Nachfolgend eine Liste der nach Umsatz größten Einkaufszentren per 2016 gemäß dem Marktforschungsunternehmen GfK – ausgenommen sind Shopping-Center, die in Bahnhöfen und Flughäfen angesiedelt sind:
| Pos | Name                   | Ort                | Umsatz in CHF | Verkaufsfläche (in m²) | Geschäfte | Parkplätze |
| --- | ---------------------- | ------------------ | ------------- | ---------------------- | --------- | ---------- |
| 1   | Einkaufszentrum Glatt  | Wallisellen        | 601 Mio.      | 43.400                 | 116       | 4.750      |
| 2   | Balexert               | Vernier            | 407 Mio.      | 50.000                 | 100       | 2.200      |
| 3   | Shoppi Tivoli          | Spreitenbach AG    | 406 Mio.      | 78.000                 | 150       | 4.200      |
| 4   | Sihlcity               | Zürich             | 340 Mio.      | 42.466                 | 90        | 850        |
| 5   | Shoppyland Schönbühl   | Schönbühl          | 299 Mio.      | 48.818                 | 82        | 1.900      |
| 6   | Seedamm-Center         | Pfäffikon SZ       | 228 Mio.      | 20.100                 | 50        | 1.500      |
| 7   | Zugerland              | Steinhausen        | 222 Mio.      | 20.100                 | 50        | 1.500      |
| 8   | Emmen Center           | Emmenbrücke        | 218 Mio.      | 30.000                 | 86        | 2.400      |
| 9   | Shopping Arena         | St. Gallen         | 215 Mio.      | 23.500                 | 60        | 1.100      |
| 10  | Westside               | Bern               | 211,5 Mio.    | 25.865                 | 69        | 1.275      |
| 11  | Marin Centre           | Marin-Epagnier     | 207 Mio.      |                        |           |            |
| 12  | Gäupark                | Egerkingen         | 199 Mio.      | 40.472                 | 61        | 1.372      |
| 13  | Centre commercial      | Crissier           | 201 Mio.      |                        |           |            |
| 14  | Centre Manor           | Chavannes-de-Bogis | 193 Mio.      |                        |           |            |
| 15  | Surseepark             | Sursee             | 192 Mio.      |                        |           |            |
| 16  | Avry Centre            | Avry-sur-Matran    | 190 Mio.      |                        |           |            |
| 17  | La Praille             | Carouge            | 183 Mio.      |                        |           |            |
| 18  | Mythen Center          | Schwyz             | 178 Mio.      |                        |           |            |
| 19  | Letzipark              | Zürich             | 174 Mio.      |                        |           |            |
| 20  | Länderpark             | Stans              | 169 Mio.      | 19'500                 | 52        | 970        |
| 21  | Einkaufs-Allee Metalli | Zug                | 169 Mio.      |                        |           |            |
| 22  | Centre Manor           | Vevey              | 169 Mio.      |                        |           |            |
| 23  | Léman Centre           | Crissier           | 160 Mio.      |                        |           |            |
| 24  | Wynecenter             | Buchs AG           | 157,8 Mio.    | 15.980                 | 22        | 914        |
| 25  | Volki-Land             | Volketswil         | 151 Mio.      |                        |           |            |

Anmerkung: Nicht berücksichtigt in der Liste sind u. a. das Airport Center am Flughafen Zürich (Umsatz: 534 Mio. (2015), Fläche: 32.000 m²) und das Shopville im Zürich Hauptbahnhof (Umsatz: 424 Mio. (2008), Fläche: 16.700 m²). Auf Grund der Erhebung 2016 ist das 2017 eröffnete Mall of Switzerland (Fläche: 46.000 m²) hier noch nicht berücksichtigt.

#### Österreich

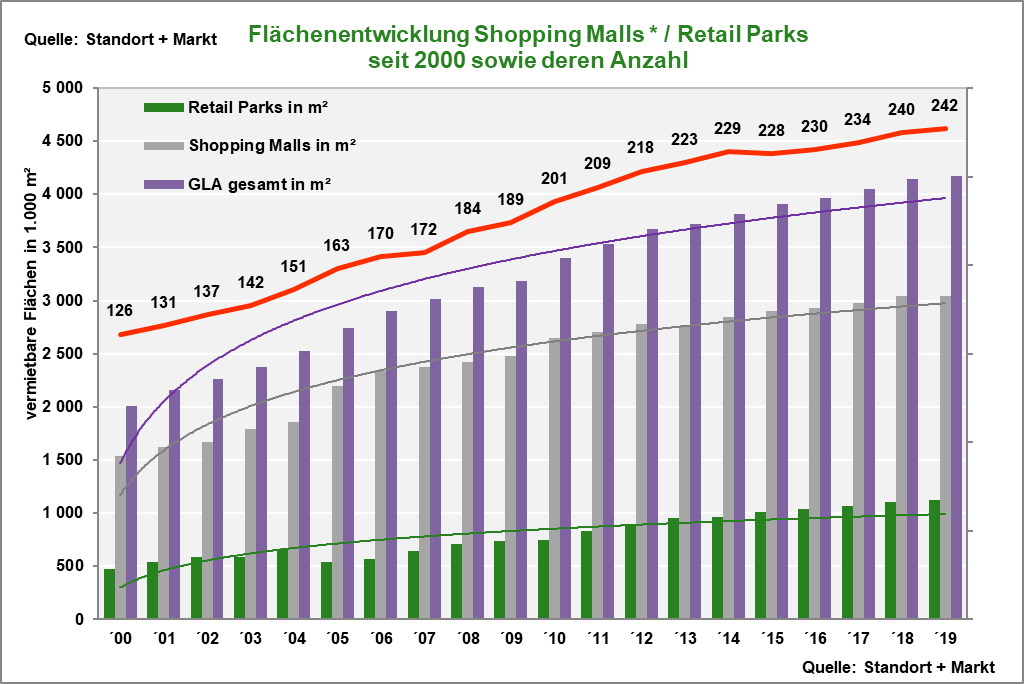

Das erste Einkaufszentrum in Österreich wurde unter Mithilfe der Ekazent, die für diesen Zweck gegründet wurde, in Wien-Hietzing im Jahr 1961 errichtet.
Die meisten Einkaufszentren sind in Wien angesiedelt, jene mit der größten Verkaufsfläche wurden allerdings in Niederösterreich errichtet. Allein die Shopping City Süd in Vösendorf, südlich von Wien, zählt zu den größten Europas. An zweiter Stelle rangiert das Donauzentrum. Der Umsatz 2019 lag bei 13,6 Mrd. € (2017: 13,1 Mrd. €). Flächenbereinigt, also nur bezogen auf Zentren, welche in den Vergleichsjahren das gesamte Jahr umsatzwirksam waren, bedeutet dies einen Umsatzzuwachs von etwas über zwei Prozent.

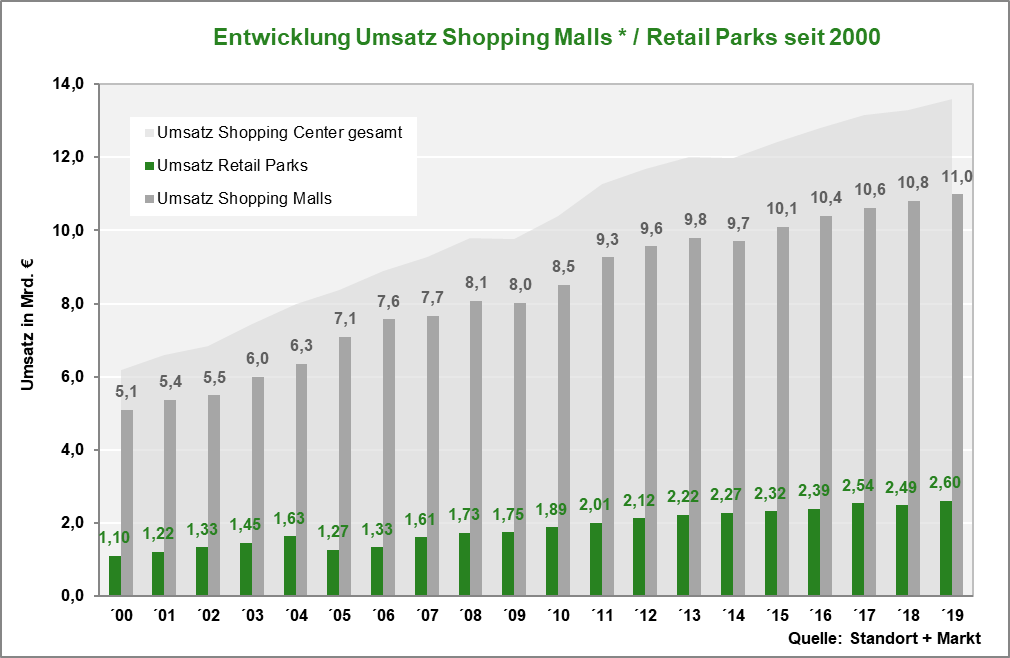

In Österreich warengemäß ACSP (Austrian Council of Shopping Places) 2019 120 Einkaufszentren (Shoppingmalls) und 112 Fachmarktzentren (Retailparks) sowie 10 Sonderformen (darunter Factory Outlet Center und Town Center sowie Warenhäuser) präsent. Die insgesamt 242 Shopping Malls aus dem Jahr 2019 (Stand 31. Dezember 2019) weisen eine vermietbare Fläche von über 4,2 Mio. m² auf, was einer Verkaufsfläche von über 3,5 Mio. m² österreichweit entspricht. Damit standen im Jahr 2019 je Einwohner in etwa 0,47 m² an vermietbarer Fläche in Shoppingcenter zur Verfügung. Nimmt man die für die Angebotssituation aussagekräftigere Verkaufsfläche als Basis, so liegt der Wert bei 0,40 m² je Einwohner. Beide Werte sind im Vergleich zum Vorjahr ganz leicht gestiegen. Bezieht man, um einen internationalen Vergleich zu schaffen, ausschließlich jene Shopping Malls (nicht Retail Parks) mit ein, die größer als 10.000 m² (vermietbare Fläche) sind, so entfallen 0,31 m² vermietbarer Fläche bzw. 0,26 m² Verkaufsfläche auf jeden Österreicher.
Der Marktanteil, bezogen auf das Kaufkraftpotenzial bzw. die gesamten Konsumausgaben der Österreicher, liegt für Shopping Center 2019 bei 24 %. Seit der letzten Dokumentation von Standort + Markt hat sich dieser Marktanteil leicht reduziert, was zum größten Teil auf das Wachstum im Online-Handel zurückzuführen ist.
Die Shopping Center Österreichs wurden 2019 von gut 695 Mio. Menschen besucht, betrachtet man diese Kennzahl aus dem Jahr 2000 (damals etwa 300 Mio. Besucher), so hat sich die Zahl der Besucher in den letzten 20 Jahren mehr als verdoppelt. Statistisch gesehen besucht somit jeder Österreicher jeden vierten Tag ein Shopping Center.

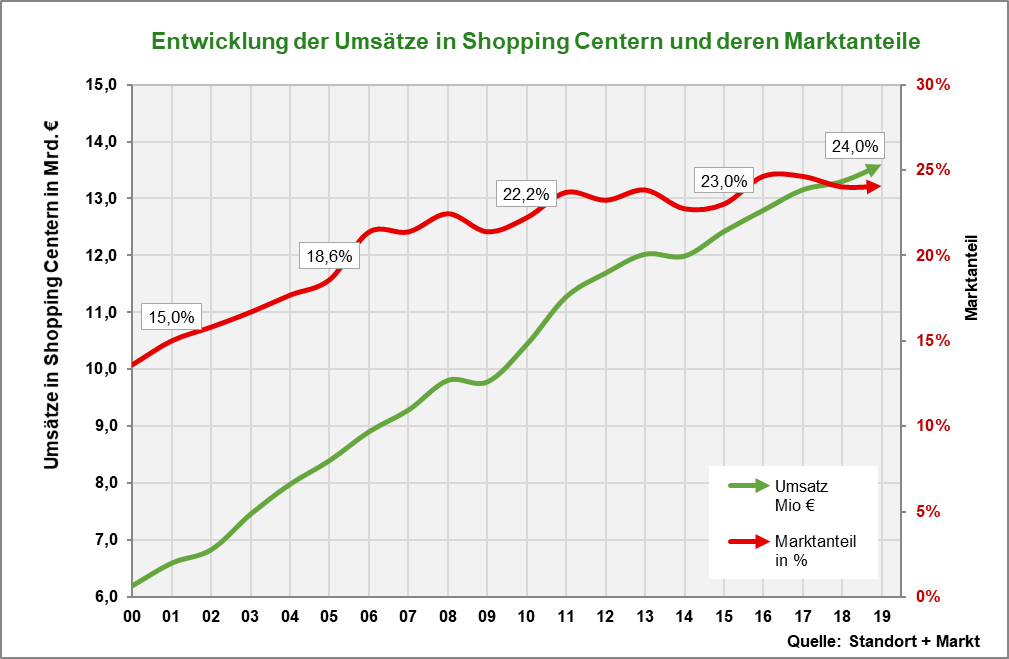

In allen österreichischen Shopping Centern zusammen gab es zum Jahreswechsel über 8.800 Geschäfte, also im Durchschnitt ca. 36 Geschäfte je Zentrum.
Die Zahl der Pkw-Stellplätze liegt derzeit bei über 182.000. Zieht man davon die (systembedingt untypischen) Stellplätze für das Vienna Airport Shopping ab, so ergeben sich etwa 161.000 Stellplätze.
Die Flächenproduktivität der Zentren (= Bruttoumsatz je m² vermietbarer Fläche). lag 2019 bei 3.300 Euro und hat sich somit in der letzten Dekade kaum verändert. Sieht man diesen Wert differenziert nach den beiden Haupt-Zentrumstypen, so liefern Shopping Malls einen durchschnittlichen Umsatz je m² vermietbarer Fläche von 3.600 Euro und Retail-Parks von 2.350 Euro.
Im langjährigen Durchschnitt (1988 bis 2012) lag das jährliche Wachstum der Shoppingmalls und Retailparks in Österreich bei ca. 110.000 m² GLA. Nun hat sich der Flächenoutput deutlich reduziert. Während er zu Beginn des Jahrtausends bei etwa 5 % der Gesamtfläche lag, waren es in der zweiten Dekade nur noch etwa die Hälfte. 2020 wird sich der Flächenbestand gar nur um ca. 1 % erhöhen. Mehr und mehr werden neue Flächen bei bereits bestehenden Zentren geschaffen.

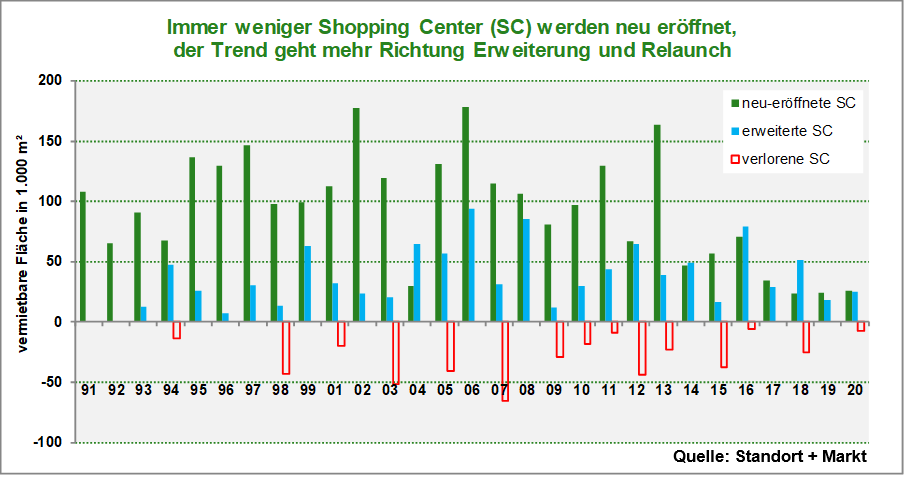

In Hinblick auf die Anzahl der Eröffnungen von Shoppingmalls (SM) und Retailparks (RP) zeigt sich im 20-Jahres-Vergleich, dass die Zahl der Eröffnungen klassischer Einkaufszentren deutlich rückläufig ist, während die Zahl der Retail Park-Eröffnungen insbesondere seit 1995 an Dynamik zulegte. Aber auch diese Dynamik hat sich in den letzten Jahren deutlich abgeflacht.
Die häufigsten Mieter in den österreichischen Shopping Malls sind Deichmann und Tom Tailor (je 63 Shops), gefolgt von dm und Roma (je 62 Shops), jene in Retail Parks dm (65 Shops), kik (61 Shops) und Takko (54 Shops).
|    | Einkaufszentrum            | Stadt              | vermietbare Fläche (in m²) |
| -- | -------------------------- | ------------------ | -------------------------- |
| 1  | Shopping City Süd          | Vösendorf          | 235.000                    |
| 2  | Donauzentrum und Donauplex | Wien               | 126.200                    |
| 3  | PlusCity                   | Pasching           | 092.000                    |
| 4  | Shopping City Seiersberg   | Graz               | 085.000                    |
| 5  | G3 Shopping Resort         | Gerasdorf          | 070.000                    |
| 6  | Cyta Shoppingwelt          | Völs bei Innsbruck | 068.000                    |
| 7  | Haid Center                | Haid / Ansfelden   | 066.000                    |
| 8  | DEZ Einkaufszentrum        | Innsbruck          | 065.000                    |
| 9  | Center West                | Graz               | 060.000                    |
| 10 | Gewerbepark Stadlau        | Wien               | 057.500                    |

In Österreich wird versucht, den Abfluss von Kaufkraft aus den Ortskernen in die Einkaufszentren in Randlagen durch Legistik zu kontrollieren. Die Raumordnungsgesetzgebung liegt in Österreich in der Kompetenz der Bundesländer. Das oberösterreichische Raumordnungsgesetz beschränkt im § 24 die Anzahl der Abstellflächen für Kraftfahrzeuge und erlaubt sog. Geschäftsbauten mit einer Gesamtverkaufsfläche von mehr als 1.500 Quadratmetern nur dann, wenn die Landesregierung ein entsprechendes Raumordnungsprogramm beschließt. Ebenso verlangt das Salzburger Raumordnungsgesetz im § 14 als Voraussetzung für die Errichtung von Handelsgroßbetrieben eine Standortverordnung der Landesregierung, wobei je nach Lage und Art des Markts bereits Flächen ab 300 Quadratmeter unter diese Pflicht fallen können.

#### Übriges Europa
Das Forum Istanbul (Istanbul) ist mit 495.000 m² Verkaufsfläche möglicherweise das größte Einkaufszentrum Europas. Vergleichbar groß sind der Centro Comercial Colombo in Lissabon mit 450.000 m² Verkaufsfläche und die Cevahir Shopping Mall in Istanbul. Die meisten Megamalls in Europa befinden sich in der Türkei, Griechenland und Italien (Athens Heart, Kanyon, Profilo, Metrocity, Capitol, Maxi City, Olivium, Golden Hall, Akmerkez, The Mall Athens, Tepe Nautilus, Galleria u. a.), in Großbritannien liegen das Bluewater und das MetroCentre Newcastle. 
Ein neuer Boom von sogenannten Megamalls kann in Mittel- und Osteuropa beobachtet werden, so z. B. in Ungarn das Arena Plaza, in Polen (Arkadia, Manufaktura), Russland (Mega), Griechenland (Mediterranean Cosmos), Polen (Serenada) oder in der Ukraine (Olympic Plaza).

### Weltweit

#### Afrika
Afrika gilt als rasanter Wachstumsmarkt für Einkaufszentren. So werden von 2015 bis 2018 223 neue Shopping Malls entstehen, wobei Westafrika das größte Wachstum zu verzeichnen hat. Bisher finden sich große Shopping Malls vor allem in den Staaten nördlich der Sahara sowie im Südlichen Afrika. Die Morocco Mall in Marokko ist mit einer Verkaufsfläche von 200.000 m² die größte in Afrika. In Ägypten befinden sich u. a. die Mall of Arabia mit 180.000 m² und die Cairo Festival Mall mit 168.000 m². In Südafrika gibt es u. a. die Menlyn Mall (169.253 m²) in Pretoria, Gateway Theatre of Shopping in Durban (166.636 m²) und Canal Walk (140.667 m²) in Kapstadt. Zudem die Mall of Africa in Midrand (Gauteng) mit einer Verkaufsfläche von 120.000 m² und Sandton City (146.803 m²) in Sandton (Gauteng). Als größtes Einkaufszentrum im südlichen Afrika außerhalb von Südafrika gilt die The Grove Mall of Namibia in Windhoek, Namibia. In Kenia steht die Two Rivers Mall in Nairobi mit 65.000 m² an der Spitze.

#### Asien
Auch in Asien werden immer mehr Megamalls gebaut, so zum Beispiel in der Volksrepublik China (Nextage) oder auf den Philippinen (SM Megamall). In Japan erreichen einige Kaufhäuser bereits diese Größe. Als Beispiel für eine Megamall in Japan sei Sunshine 60 (oder auch Sunshine City) in Tokio/Ikebukuro genannt. Dort befindet sich auch ein Kaufhaus mit ca. 86.000 m².
In Dubai (Vereinigte Arabische Emirate) wurden bereits große Malls aus dem Boden gestampft, darunter die Dubai Mall, die Mall of the Emirates, oder die Ibn Battuta Mall. Noch größer soll die im Bau befindliche Megamall Mall of Arabia werden. Mit der Mall of Arabia wird eine Verkaufsfläche jenseits der 1.000.000 m² gebaut.

#### Nordamerika
In Kanada und in den USA gibt es viele Megamalls – der größte Betreiber in den USA ist die Simon Property Group. Manche Malls haben eine Verkaufsfläche von mehr als 300.000 m². Zu den größten Megamalls in Nordamerika zählen die West Edmonton Mall in Edmonton, Square One in Mississauga, die King of Prussia Mall in Pennsylvania und die Mall of America in Bloomington bei Minneapolis. In letzter Zeit kann in den USA beobachtet werden, dass viele geschlossene Center von einem starken Kundenrückgang zugunsten großer freistehender Einzelgeschäfte (wie z. B. Walmart, Target oder Best Buy) bedroht sind bzw. bereits ein Großteil der Geschäfte in den Centern geschlossen sind. Im Gegensatz zum internationalen Trend wurde in den USA seit 2006 nur ein einziges geschlossenes Einkaufszentrum eröffnet, jedoch wurden in den Jahren 2007 und 2008 400 der 2000 größten amerikanischen Einkaufszentren geschlossen.

#### Überblick
| Einkaufszentrum                | Stadt                    | Staat                        | Verkaufsfläche / Gesamtfläche (in m²) | Eröffnung         | Besonderheit                                                                                    |
| ------------------------------ | ------------------------ | ---------------------------- | ------------------------------------- | ----------------- | ----------------------------------------------------------------------------------------------- |
| Iran Mall                      | Teheran                  | Iran                         | 1.400.000                             | 2018              | Größtes Einkaufszentrum der Welt                                                                |
| Arkadia (Warschau)             | Warschau                 | Polen                        | 103.000 / 287.000                     | 2004              | Größtes Einkaufszentrum in Polen                                                                |
| Akropolis                      | Vilnius                  | Litauen                      | 108.000                               | 2002              | Größtes Einkaufszentrum in Litauen und im Baltikum                                              |
| Ala Moana Center               | Honolulu                 | Vereinigte Staaten           | 245.000                               | 1986              | Mega-Open-Air-Einkaufszentrum auf Hawaii                                                        |
| Aricanduva Mall                | São Paulo                | Brasilien                    | 342.000                               | 1991              | größtes Einkaufszentrum Brasiliens                                                              |
| Avenues Mall                   | Kuwait City              | Kuwait                       | 1.200.000                             | 2007              | größtes Einkaufszentrum Kuwaits                                                                 |
| Beijing Mall                   | Peking                   | Volksrepublik China          | 440.000                               | 2005              | viertgrößtes Einkaufszentrum der Welt; zweitgrößtes Einkaufszentrum Pekings                     |
| Berjaya Times Square           | Kuala Lumpur             | Malaysia                     | 700.000                               |                   | zweitgrößtes Einkaufszentrum Asiens                                                             |
| Bluewater                      | Kent                     | Vereinigtes Königreich       | 312.000                               |                   | Größtes Einkaufszentrum in UK und Westeuropa                                                    |
| CentralWorld                   | Bangkok                  | Thailand                     | 550.000 / 1.024.000                   | 2006 (nach Umbau) | Größtes Einkaufszentrum in Thailand                                                             |
| Centro Colombo                 | Lissabon                 | Portugal                     | 119.725                               | 2000              | größtes Einkaufszentrum Portugals                                                               |
| CentrO                         | Oberhausen               | Deutschland                  | 119.000 / 830.000                     | 1996              | Größtes Einkaufszentrum in Deutschland; größtes „Einkaufs- und Freizeitzentrum“ Europas         |
| Cevahir Shopping Mall          | Istanbul                 | Türkei                       | 412.000                               | 2005              | zweitgrößtes Einkaufszentrum Europas                                                            |
| COEX Mall                      | Seoul                    | Südkorea                     | 165.000                               | 200               | größte unterirdische Mall der Welt                                                              |
| Dubai Mall                     | Dubai                    | Vereinigte Arabische Emirate | 350.000 / 1.120.000                   | 2008              | Nähe Burj Khalifa, große Freizeit- und Unterhaltungseinrichtungen (Eröffnung: 4. November 2008) |
| Galleria Vittorio Emanuele II  | Mailand                  | Italien                      | 20.000                                | 1867              | sehr zentrale integrierte Innenstadtlage, anspruchsvolle Architektur                            |
| Solotoi Wawilon Rostokino      | Moskau                   | Russland                     | 170.000                               | 2009              | größtes Einkaufszentrum Russlands, größtes innerstädtisches Einkaufszentrum Europas             |
| Golden Resources Shopping Mall | Peking                   | Volksrepublik China          | 680.000                               |                   | zweitgrößtes Einkaufszentrum Chinas                                                             |
| Grandview Mall                 | Guangzhou                | Volksrepublik China          | 420.000                               | 2005              |                                                                                                 |
| Kaufhaus Nr. 1                 | Pjöngjang                | Nordkorea                    | 40.000                                | 1982              | größtes Einkaufszentrum Nordkoreas                                                              |
| King of Prussia Mall           | Philadelphia             | Vereinigte Staaten           | 250.000                               |                   | zweitgrößtes Einkaufszentrum der USA                                                            |
| Mall of America                | Bloomington              | Vereinigte Staaten           | 390.000                               |                   | Größtes Einkaufszentrum der USA                                                                 |
| Mall of Arabia                 | Dubai                    | Vereinigte Arabische Emirate | 1.000.000 / 2.000.000                 | ab 2013           | wird größtes Einkaufszentrum der Welt, phasenweise Eröffnung                                    |
| Mall of the Emirates           | Dubai                    | Vereinigte Arabische Emirate | 225.000                               | 2005              | bis 2008 größtes Einkaufszentrum Dubais                                                         |
| Mediterranean Cosmos           | Thessaloniki             | Griechenland                 | 250.000                               | 2005              | Größtes Einkaufszentrum im Balkan                                                               |
| Mega Belaja Datscha            | Moskau                   | Russland                     | 214.000 / 390.000                     | 2006              | größtes Einkaufszentrum Europas                                                                 |
| MetroCentre                    | Gateshead                | Vereinigtes Königreich       |                                       |                   | zweitgrößtes Einkaufszentrum in Großbritannien                                                  |
| Nordstan                       | Göteborg                 | Schweden                     | 320.000                               | 1972              | größtes Einkaufszentrum Nordeuropas                                                             |
| Pakuwon Mall                   | Surabaya                 | Indonesien                   | 200.000                               | 2003              | größtes Einkaufszentrum Indonesiens                                                             |
| Siam Paragon                   | Bangkok                  | Thailand                     | 500.000                               | 2005              | Luxusmall in Thailand                                                                           |
| Shopping City Süd              | Vösendorf/Wiener Neudorf | Österreich                   | 173.000 / 270.000                     | 1976              | Größtes Einkaufszentrum in Österreich                                                           |
| South China Mall               | Dongguan                 | Volksrepublik China          | 900.000                               | 2005              | größtes Einkaufszentrum Chinas                                                                  |
| West Edmonton Mall             | Edmonton                 | Kanada                       | 500.000                               |                   | lange Zeit größtes Einkaufszentrum der Welt in Kanada                                           |
| West Gate                      | Zagreb                   | Kroatien                     | 100.000 / 227.000                     | 2009              | größtes Einkaufszentrum in Kroatien                                                             |

## Dokumentation
- Die perfekte Welt. Regie: Patric Jean, ARTE F, Frankreich, 54 Minuten, 2019